# Ejército británico durante la Primera Guerra Mundial
El Ejército británico durante la Primera Guerra Mundial luchó la guerra más larga y costosa en su larga historia. A diferencia de los ejércitos de Francia y Alemania, sus grupos estaban formados exclusivamente por voluntarios - en comparación con el servicio militar obligatorio- al principio del conflicto. Además, el Ejército Británico era considerablemente más pequeño que sus contrapartes francesa y alemana.
Durante la Primera Guerra Mundial, había tres diferentes ejércitos británicos. El "primer" ejército era una pequeña fuerza de voluntarios que consistía en 400,000 soldados, más de la mitad fueron mandados al extranjero para guarnecer el Imperio británico. Este total incluía el ejército permanente y la reserva de voluntarios. Juntos formaban la Fuerza Expedicionaria Británica (FEB), que fue formada para servicio en Francia. El "segundo" ejército era el Kitchener Army, formado por voluntarios en 1914-1915 y destinado a entrar en acción en la batalla del Somme. El "tercero" fue formado después de la introducción del reclutamiento en el Reino Unido en enero de 1916 y para finales de 1918, el Ejército Británico había alcanzado su fuerza máxima de 4,000,000 hombres y podían tener hasta 70 divisiones. La gran mayoría del Ejército Británico peleó en el teatro de operaciones en el Frente Occidental en Francia y en Bélgica en contra del Imperio alemán. Algunas unidades estaban en Italia y Salónica contra el Imperio austrohúngaro y las Fuerzas Terrestres de Bulgaria mientras otras unidades luchaban en el Frente del Oriente Medio, África y Mesopotamia - principalmente el Imperio otomano- y un batallón peleó junto con el Ejército Imperial Japonés y China durante la Batalla de Tsingtao
La guerra también trajo problemas para los comandantes del ejército, ya que, antes de 1914, la formación más larga que un General en la FEB había comandado en operaciones era una división militar. La expansión del Ejército Británico promovió a algunos oficiales de brigada a cuerpo del ejército en menos de un año. Los comandantes del ejército también tuvieron que cooperar con las nuevas tácticas y armas que fueron desarrolladas. Con el cambio de maniobras a guerra de trincheras, tanto la infantería como la artillería tuvieron que aprender como trabajar juntas. Durante la ofensiva y en la defensiva aprendieron a combinar fuerzas para defender el frente. Más adelante en la guerra, cuando los Machine Gun Corps y los Tank Corps fueron añadidos al orden de batalla, también fueron incluidos en la nueva doctrina táctica.
Los hombres que se encontraban al frente tenían problemas de abastecimiento había escasez de comida, y la enfermedad se daba por condiciones de infestación de ratas. Junto con la acción del enemigo, muchas tropas tenían que luchar con nuevas enfermedades: pie de trinchera, fiebre de trinchera y nefritis. Cuando la guerra terminó en 1918, las pérdidas del Ejército Británico, como resultado de la acción del enemigo y de las enfermedades, fueron 673,375 muertos y desaparecidos, junto con otros 1,643,469 heridos. La prisa por desmovilizar al final de la guerra disminuyó sustancialmente la fuerza del Ejército Británico de su pico de 4,000,000 hombres en 1918 a 370,000 hombres en 1920

## Organización
La organización del Ejército Británico en la Primera Guerra Mundial se debía las demandas de la expansión imperial. La estructura era el sistema voluntario de reclutamiento y el sistema de régimen, el cual había sido definido por las reformas de Cardwell y de Childers a finales del siglo XIX. El ejército británico se había preparado y llamado por motivos del Imperio y por consiguiente las guerras coloniales. En los últimos años del siglo XIX, el Ejército se vio involucrado en un conflicto mayor, la segunda guerra bóer (1899-1902), que resaltaba deficiencias en sus tácticas, liderazgo y administración. El reporte de Esher en 1904 recomendaba una reforma radical, como la creación de un consejo del ejército, de personal general y la abolición de la oficina de Comandante en Jefe de las Fuerzas y la creación de un Jefe del Estado Mayor. Las Reformas de Haldane en 1907 crearon formalmente la Guerra Expedicionaria de siete divisiones (una de caballería, seis de infantería), reorganización de los voluntarios en una nueva Fuerza Territorial de 14 brigadas de caballería y 14 divisiones de infantería y cambio de la milicia en la Reserva Especial para reforzar la fuerza expedicionaria.
Cuando la guerra estalló en agosto de 1914, el ejército regular de Inglaterra era una fuerza profesional pequeña. Consistía en 247,432 tropas regulares organizadas en cuatro regimientos de guardias (Grenadier, con tres batallones; Coldstream con tres batallones; Scots con dos batallones; Irish con un batallón), 68 regimientos de la línea y la brigada de Rifle (a pesar del nombre, era un régimen de infantería), 31 regimientos de caballería, artillería y otras armas de apoyo. Gran parte de los regimientos de la línea de infantería tenían dos batallones regulares, uno de los cuales funcionaba como casa y proporcionaba borradores y reemplazos al otro que se encontraba en el extranjero, mientras que también estaba preparado para se parte de la Fuerza Expedicionaria -los fusileros reales, el régimen de Worcestershire, el régimen de Middlesex, el Cuerpo del Rifle Real del Rey y la Brigada de Rifleros tenían cuatro batallones regulares, dos de los cuales servían en el extranjero. Casi la mitad del ejército regular (74 de los 157 batallones de infantería y 12 de los 31 regimientos de caballería), estaban colocados en el extranjero en las guarniciones por todo el Imperio Británico. El Real Cuerpo Aéreo fue parte del Ejército Británico hasta 1918. Cuando la guerra estalló, consistía en 84 aeronaves.
El ejército regular fue apoyado por la Fuerza Territorial y por reservistas. En agosto de 1914, había tres formas de reservas. La Reserva del Ejército de soldados retirados era una fuerza de 145,350. Les pagaban tres chelines y seis peniques a la semana (17.5 peniques) que en términos del 2013 valían aproximadamente £70 ala semana y tenían que ir a 12 días de entrenamiento al año. La Reserva Especial tenía otros 64,000 hombres y era una forma de ser soldado de medio tiempo, similar a la Fuerza Territorial. Un Reservista Especial tenía un entrenamiento inicial de tiempo completo de seis meses y le pagaban lo mismo que a un soldado regular durante este periodo; tenían tres o cuatro semanas de entrenamiento al año después de esto. La Reserva Nacional tenía 215,000 hombres, que estaban en un registro que era mantenido por Asociaciones del Condado de las Fuerzas Territoriales, estos hombres tenían experiencia militar pero ninguna otra obligación de reserva.
Los regulares y las reservas - al menos en papel - eran un total de una fuerza movilizada de casi 700,000 hombres, aunque solo 150,000 hombres estaban inmediatamente disponibles para ser parte de la Fuerza Expedicionaria Británica (BEF) que fue mandada al continente. Esta consistía en seis divisiones de infantería y una de caballería. Por el contrario, el Ejército Francés en 1914 movilizó 1,650,000 tropas y 62 divisiones de infantería, mientras que el Ejército Alemán movilizó 1,850,000 tropas y 87 divisiones de infantería.
Inglaterra, por lo tanto, empezó la guerra con seis regulares y 14 divisiones de infantería de reserva. Durante la guerra, otros seis regulares, 14 territoriales, 36 del ejército de Kitchener y se formaron otras seis divisiones, incluyendo la División Naval de la Marina Real Británica
En 1914, cada división de infantería británica consistía de tres brigadas de infantería, cada una de cuatro batallones, con dos ametralladoras por batallón, (24 en la división) También tenían tres brigadas de artillería en el campo con 54 pistolas de 18 libras, una brigada de obús de campo con 18 obús de 4.5 pulgadas (114.3 mm), una batería pesada de artillería con pistolas de 60 libras, dos compañías de campo ingeniero, una compañía de señales de ingenieros británicos, un escuadrón de caballería, una compañía ciclista, tres ambulancias de campo, cuatro transportes a caballo de Royal Army Service Corps compañías de transportes.
La división de caballería sola asignada a la FEB en 1914 consistía en 15 regimientos de caballería en 5 brigadas. Estaban armados con rifles, a diferencia de las contrapartes Francesas y Alemanas, que solo estaban armadas con carabinas de menor alcance. La división de caballería también tenía una mejor distribución de artillería comparado con las divisiones de caballería extranjeras, con 24 pistolas de 13 libras organizadas en dos brigadas y dos ametralladoras para cada régimen. Al desmontar, la división de caballería era equivalente a dos brigadas de infantería más débiles con menos artillería que la división de infantería. Para 1916, había cinco divisiones de caballería, cada una de tres brigadas, sirviendo en Francia, la primera, segunda y tercera división en los Cuerpos de Caballería y la primera y segunda división de Caballería de India en los Cuerpos de Caballería de India, cada brigada el los cuerpos de caballería India contenían un régimen de caballería británico.
Durante el transcurso de la guerra, la composición de la división de infantería fue cambiando poco a poco y hubo una mayor énfasis en proporcionar a las divisiones de infantería con fuego de apoyo orgánico. En 1918, una división británica consistía en tres brigadas de infantería, cada una de tres batallones. Cada uno de estos batallones tenía 36 ametralladoras Lewis, lo que hacía un toral de 324 armas de este tipo en la división. Adicionalmente, había una división de ametralladora en el batallón con 64 ametralladoras Vickers en cuatro compañías de 16 armas de fuego. Cada brigada en la división tenía también batería de morteros con ocho morteros Stokes. La artillería también cambió la composición de sus baterías. Al principio de la guerra, había tres baterías con seis armas de fuego por cada brigada; después cambió a cuatro baterías con cuatro armas de fuego por brigada y finalmente, en 1917, cambió a cuatro baterías con seis armas de fuego por brigada para economizar en los comandantes de batería. De esta forma, el ejército cambiaría drásticamente durante el transcurso de la guerra, reaccionando a los diferentes cambios, desde la guerra móvil en la que se luchó en las primeras semanas a la guerra estática de las trincheras de 1916 y 1917. La caballería de la FEB representaba 9.28% del ejército, para julio de 1918 solo representaba el 1.65%. La infantería disminuiría de 64.64% en 1914 a 51.25% del ejército en 1918, mientras que los Ingenieros Reales aumentarían de 5.91% a 11.24% en 1918.

## Fuerza Expedicionaria Británica

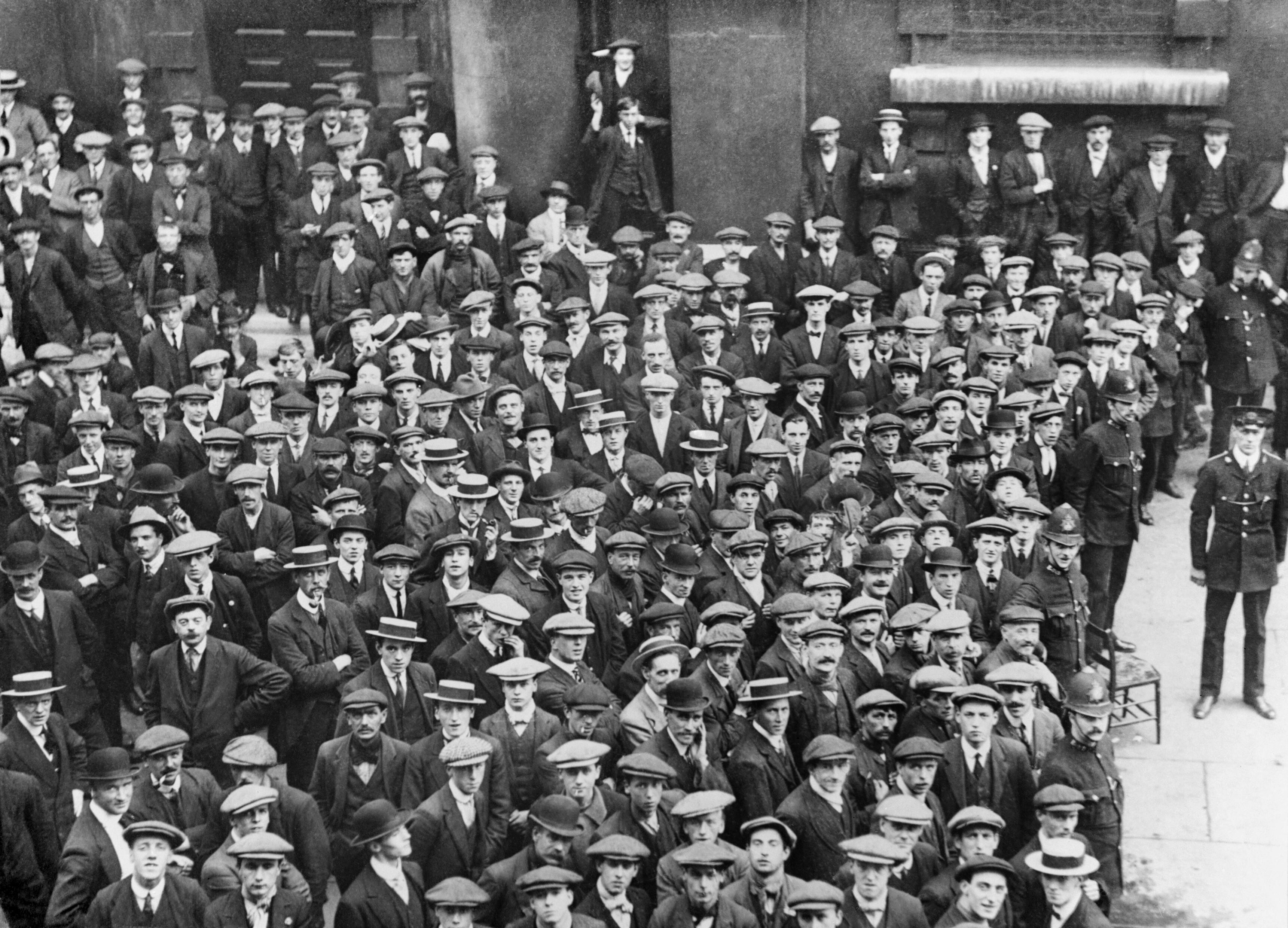
Agosto de 1914: los voluntarios de Londres esperan su paga en St Martin-in-the-Fields

Bajo los términos de la Entente Cordiale, el papel del Ejército Británico en la guerra Europea era mandar soldados de la Fuerza Expedicionaria Británica (FEB), que consistía de seis divisiones de infantería y cinco brigadas de caballería que estaban organizadas en dos cuerpos del ejército: Cuerpos I, bajo el comando de Douglas Haigay Cuerpos II, bajo el comando de Horace Smith-Dorrien. En el Comienzo del conflicto, el Ejército Indio Británico fue llamado para ayudar; en agosto de 1914, 20% de los 9,610 oficiales británicos que fueron inicialmente mandados a Francia eran del ejército Indio, mientras que 16% de los 76,450 de otros rangos venían del Ejército Indio Británico.
El Emperador Alemán Kaiser Wilhelm, que era un famoso desdeñoso de la FEB, emitió una orden el 19 de agosto de 1914 para "exterminar... al traicionero inglés y ganarle al pequeño y despreciable ejército de John French." Por lo tanto, en los años siguientes, los sobrevivientes del ejército regular se apodaban "Los Viejos Despreciables." A finales de 1914 (después de las batallas de Mons, Le Cateau, the Aisne e Ypres), el antiguo Ejército Británico regular había sido prácticamente aniquilado, a pesar de que había logrado detener el avance del ejército alemán.
En octubre de 1911, la Séptima División llegó a Francia, formando la base de los Cuerpos Británicos III, la caballería se había convertido en su propio cuerpo de tres divisiones. En diciembre de 1914, la FEB se había expandido, tenía cinco cuerpos del ejército divididos entre el Primer y el Segundo Ejército. Mientras la fuerza del Ejército Regular disminuía, los números se componían - primero por la Fuerza Territorial y después por los voluntarios de Field Marshal Kitchener's. A finales de agosto de 1914, había elevado seis nuevas divisiones; en marzo de 1915, el número de divisiones había aumentado a 29. La Fuerza Territorial también se expandió, aumentando el segundo y el tercer batallón y formando ocho nuevas divisiones, las cuales complementaban la fuerza del cuerpo de paz de 14 divisiones. El Tercer Ejército se formó en julio de 1915 y con la influencia de las tropas de los voluntarios de Kitchener y más reorganización, el Cuarto Ejército y el Ejército de Reserva, que se convirtió en el Quinto Ejército, se formaron en 1916.

## Reclutamiento y Alistamiento
En agosto de 1914, 300,000 hombres se habían inscrito para pelear y otros 450,000 se habían unido al final de septiembre. El reclutamiento permaneció bastante constante durante 1914 y a principios de 1915 pero disminuyó dramáticamente durante los últimos años, especialmente después de la campaña de Somme, en la que resultaron 360,000 pérdidas. Una característica destacada en los primeros meses de voluntariado fue la formación de batallón de Pals. Muchos de estos camaradas que habían vivido y trabajado juntos, se unieron y entrenaron juntos y fueron asignados a las mismas unidades. La política para reclutar gente de la población local aseguraba que cuando, el batallón de los Pals tuvo pérdidas, ciudades enteras, pueblos, vecindarios y comunidades en Inglaterra sufrían pérdidas desproporcionadas. Con la introducción del reclutamiento en enero de 1916, no hubo más batallones de Pals. El reclutamiento para hombres fue introducido en enero de 1916. Cuatro meses después, en mayo de 1916, se extendió a todos los hombres de 18 a 41. La Ley del Servicio Militar de marzo de 1916 especificaba que los hombres con edad de 18 a 41 estaban disponibles para ser llamados para servir en el ejército, a menos de que estuvieran casados (o fueran viudos con hijos), o sirvieran en uno de los servicios esenciales, que generalmente eran industriales pero que también incluían eclesiásticos o profesores. La legislación no aplicaba para Irlanda, a pesar de que en ese momento formara parte del Reino Unido. En enero de 1916, cuando la conscripción fue introducida, 2.6 millones de hombres se habían ofrecido como voluntarios para el servicio, otros 2.3 millones habían sido reclutados antes del final de la guerra; a finales de 1918, el ejército había llegado a su máximo de fuerza con cuatro millones de hombres.
Las mujeres también se ofrecían como voluntarias y servían con un papel no combatiente; al final de la guerra, se habían alistado 80,000. La mayoría servían como enfermeras en el Queen Alexandra's Imperial Military Nursing Service (QAIMNS), la First Aid Nursing Yeomanry (FANY), el Voluntary Aid Detachment (VAD);y desde 1917, en el ejército cuando el Queen Mary's Army Auxiliary Corps (WAAC), fue fundado. El WAAC estaba dividido en cuatro secciones, cocina, mecánico, clerical y misceláneo. La mayoría permanecía en Frente de Casa, pero cerca de 9,000 sirvieron en Francia.

## Comandantes

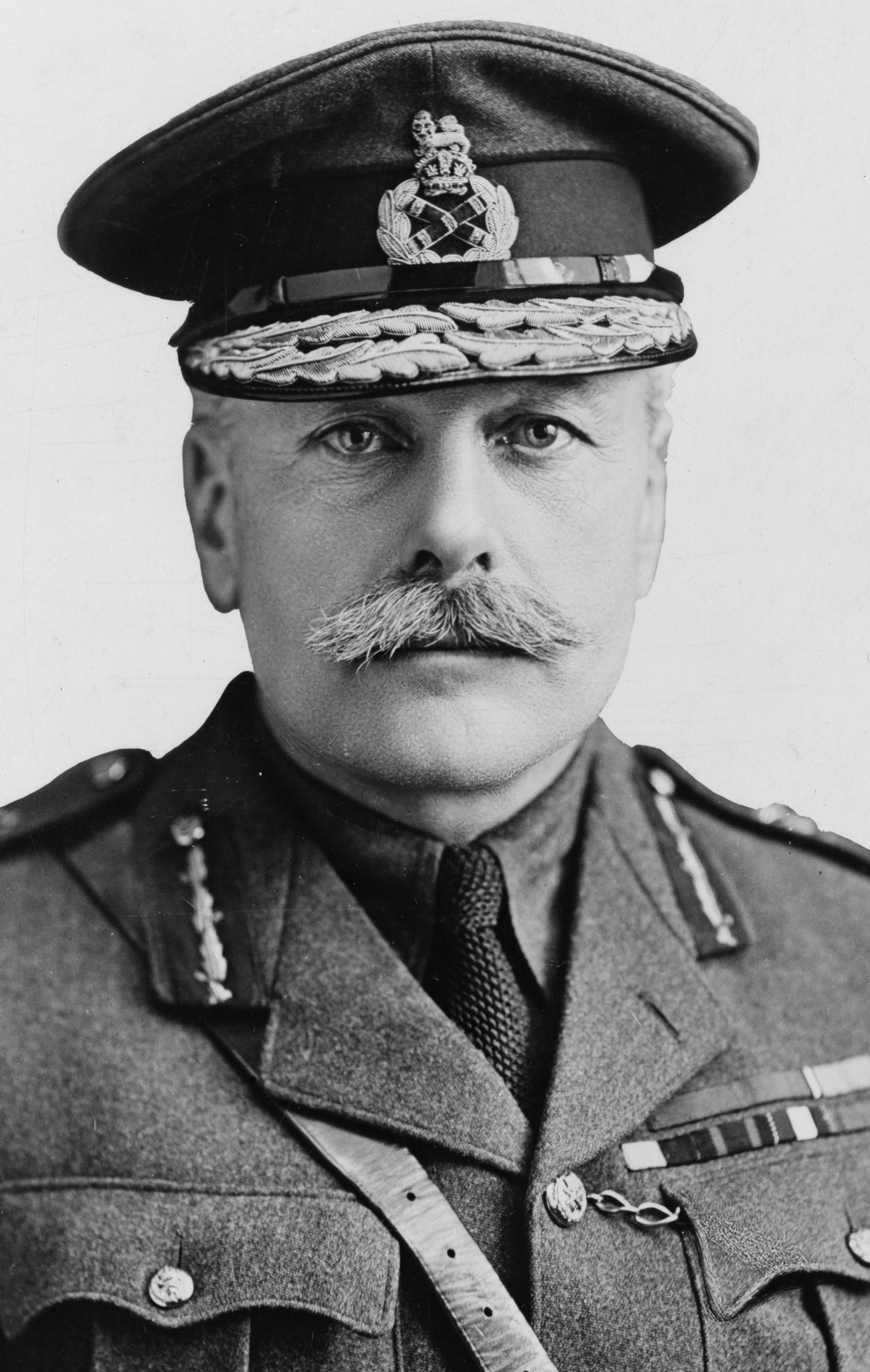
Mariscal de Campo Douglas Haig

En 1914, ningún oficial británico de la Fuerza Expedicionaria Británica (FEB) había controlado una formación más grande que una división en operaciones activas. El primer Comandante en Jefe de la FEB designado en agosto de 1914 fue el Mariscal de Campo John French. Su último comando activo fue la división de caballería de la segunda guerra bóer.
El comandante de los Cuerpos Británicos I en 1914 era Douglas Haig. French había señalado en 1912 que Haig iba a ser más adecuado para una posición de personal que como comandante de campo. Al igual que French, Haig era un soldado de caballería. Su último comando activo había sido durante la segunda guerra bóer, primero como oficial de personal de alto nivel en la división de caballería y después comandando un grupo de columnas del tamaño de una brigada. El primer comandante de los Cuerpos Británicos II era el teniente general James Grierson, un estratega destacado que murió de un ataque cardiaco poco después de haber llegado a Francia. French quería nombrar al teniente general Herbert Plumber en su lugar, pero en contra de sus deseos, Kitchener nombró al teniente general Horace Smith-Dorrien, quien había empezado su carrera militar en la guerra anglo-zulú en 1879 y fue el único de cinco oficiales en sobrevivir la batalla de Isandhlwana. Había construido una reputación formidable como comandante de infantería durante la campaña de Sudán y la segunda guerra bóer. Después de la segunda guerra bóer, él fue responsable de un número de reformas, forzando notablemente un incremento en el entrenamiento desmontado para la caballería. Esto fue recibido con hostilidad por parte de French (como soldado de caballería). En 1914, el disgusto de French por Smith-Dorrien era muy conocido dentro del ejército.
Después de que la ofensiva falló en la batalla de Loos en 1915, French fue reemplazado como comandante de la FEB por Haig, quien permaneció en comando durante el resto de la guerra. Se convirtió más famoso por su papel como comandante durante la batalla del Somme, la batalla de Passchendaele y la Ofensiva de los Cien Días, la serie de victorias que llevaron a la rendición de Alemania en 1918. Después de Haig llegó el comandante del Primer Ejército, el general Charles Carmichael Monro, quien después fue sucedido por el general Henry Horne en septiembre de 1916, el único oficial con un antecedente de artillería en comandar al ejército británico durante la guerra.
El general Plumer fue finalmente asignado para comandar los Cuerpos II en diciembre de 1914, y sucedió a Smith-Dorrien en comando del Segundo Ejército en 1915. Él había comandado a un destacamento de infantería montada en la segunda guerra bóer, donde empezó a construir su reputación. Mantuvo el comando de los Ypres durante tres años y ganó una aplastante victoria contra el Ejército alemán en la batalla de Messines en 1917. Plumer es generalmente reconocido como uno de los comandantes de alto rango británicos más efectivos en el Frente Occidental.

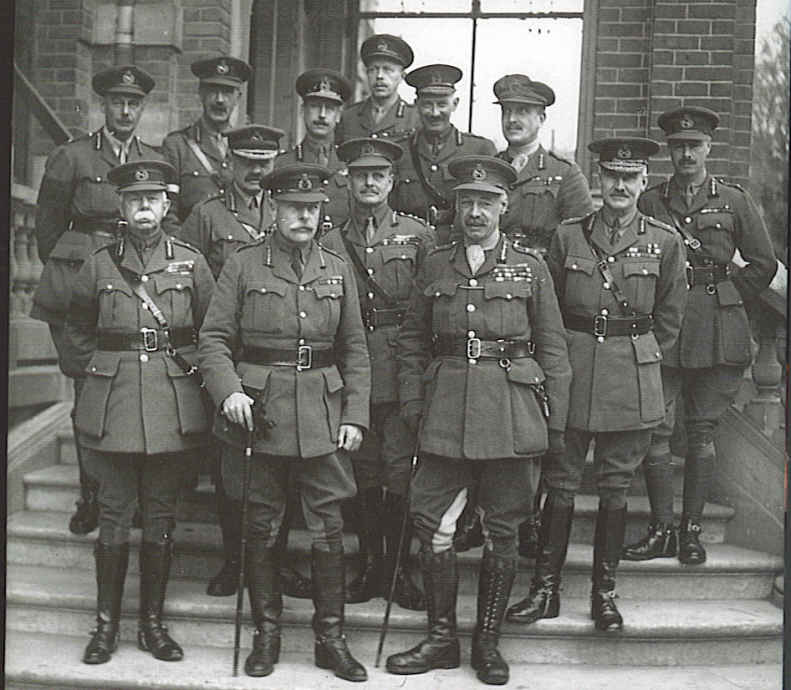
Sir Douglas Haig con sus comandantes del ejército y sus jefes de personal, noviembre de 1918. Fila de adelante, izquierda a derecha: Herbert Plumer, Haig, Rawlinson. Fila de en medio: izquierda a derecha: Byng, Birdwood, Horne. Fila de atrás, izquierda a derecha: Lawrence, Kavanagh, White, Percy, Vaughan, Montgomery, Anderson.

En 1914, el general Edmund Allenby era comandante de la división de Caballería y después los Cuerpos de Caballería en la FEB. Su liderazgo fue notado durante la retirada de Mons y la primera batalla de Ypres. Después de comandar los cuerpos de infantería, fue asignado para comandar el Tercer Ejército en el Frente Occidental. Había servido previamente en la guerra anglo-zulú, en la campaña de Sudán y la segunda guerra bóer. En 1917 le fue asignado el comando de la Fuerza Expedicionaria Egipcia, donde supervisó la conquista de Palestina y Siria en 1917 y 1918. Allenby remplazó a Archibald Murray, quien había sido el jefe de personal de la Fuerza Expedicionaria Británica en Francia de 1914.
Allenby fue reemplazado como comandante del Tercer Ejército por el general Julian Byng, quien empezó la guerra como comandante de guerra en la Tercera División de Caballería. Después de desempeñarse bien durante la primera batalla de Ypres, sucedió a Allenby en comandar los Cuerpos de Caballería. Fue mandado a Dardanelos en agosto de 1915, para comandar los Cuerpos británicos IX. Planeó la evacuación altamente exitosa de 105,000 tropas de los Aliados y la mayoría del equipo de La Fuerza Expedicionaria del Mediterráneo (FEM). La retirada se completó de manera exitosa en enero de 1916, sin la pérdida de ningún hombre. Byng había regresado al Frente Occidental, donde se le otorgó el Comando de los Cuerpos Canadienses. Su batalla más notable fue la batalla de Vimy Ridge en abril de 1917, la que se llevó a cabo por los Cuerpos canadienses con el soporte británico.
El general Henry Rawlinson sirvió como personal de Kitchener durante la batalla de Omdurmán en 1898 y sirvió con distinción en la segunda guerra bóer, conde ganó una reputación como uno de los comandantes británicos más hábiles. Rawlinson tomó comando de los Cuerpos británicos IV en 1914 y después del comando del Cuatro Ejército en 1916, mientras los planes de ofensiva de los Aliados en Somme se llevaban a cabo. Durante la guerra, Rawlinson sobresalió por estar dispuesto a usar sus tácticas innovadoras, las cuales usó durante la batalla de Amiens, donde combinó ataques de tanques con artillería.
El general Hubert Gough comandó un régimen de infantería montada con distinción durante el alivio de Ladysmith, pero su comando fue destruido mientras atacaba una mayor fuerza bóer en 1901. Cuando se unió a la FEB, estaba en comando de la Brigada de la Tercera Caballería, y fue promovido de brigada a comandante de cuerpos en menos de un año. Le fue otorgado el comando de la Segunda División de Caballería en septiembre de 1914, la Séptima División en abril de 1915 y los Cuerpos británicos I en julio de 1915. Comandó cuerpos I durante la Batalla de Loos. En mayo de 1916, fue nombrado como comandante del Quinto Ejército, el cual sufrió grandes pérdidas en la batalla de Passchendaele. El colapso del Quinto Ejército fue ampliamente visto como la razón del gran avance alemán en Kaiserschlacht y Gough fue despedido en marzo de 1918, fue sucedido por el general William Birdwood durante los últimos meses de la guerra. Birdwood había comandado previamente los Cuerpos australianos, algo que requería una combinación de tacto y de estilo táctico.
En el Frente Macedonio, el general George Milne comandó al Ejército Salonika Británico, y el General Ian Hamilton comandó el desdichado FEM durante la Batalla de Galípoli. Había previamente servido en la primera guerra bóer, la batalla de Sudán y la segunda guerra bóer.
En Inglaterra, el Jefe del Estado Mayor Imperial (CIGS), efectivamente el comandante profesional del Ejército británico, era el general James Murray, quien mantuvo este puesto durante los primeros años de la guerra. Fue reemplazado como CIGS en 1916 por el general William Robertson. Un firme partidario de Haig, Robertson fue reemplazado en 1918 por el general Henry Hughes Wilson.

### Selección de oficiales

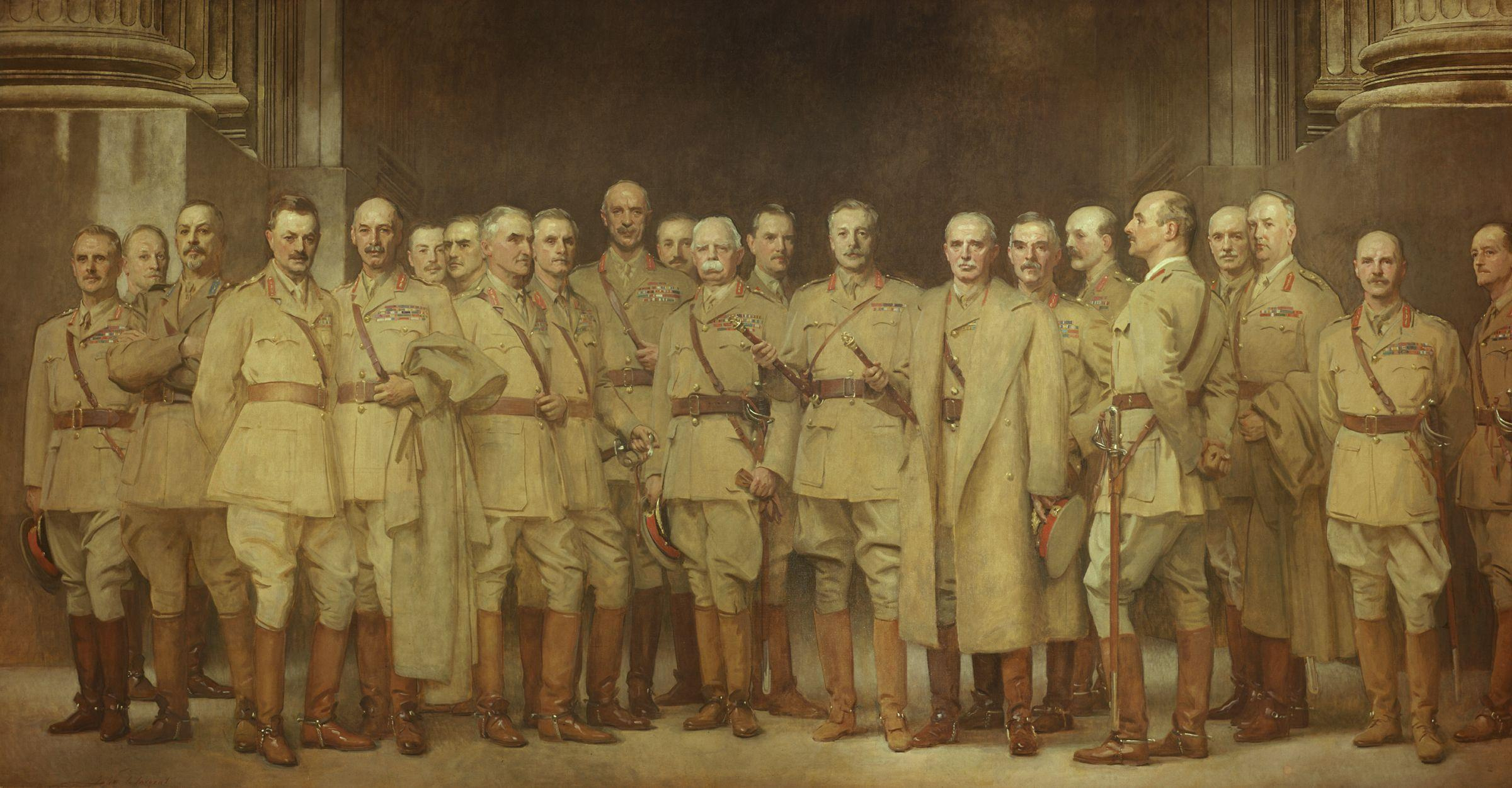
Oficiales Generales de la Primera Guerra Mundial, pintura de John Singer Sargent (1922).

En agosto de 1914, había 28,060 oficiales en el Ejército Británico, de los cuales 12,738 eran oficiales regulares, el resto estaba en las reservas. El número de oficiales en el ejército aumentó a 164,255 en noviembre de 1918. Ellos eran sobrevivientes de los 247,061 oficiales a los que se les había garantizado una comisión durante la guerra.
La mayoría de los oficiales de antes de la guerra venían de familias con conexiones militares, de gentry o de la nobleza; una educación de escuela pública era casi esencial. En 1913, cerca del 2% de los oficiales regulares habían sido promovidos. Los cuerpos de oficiales, durante la guerra, consistían en oficiales regulares del ejército de tiempos de paz, oficiales a los que les habían garantizado comisiones permanentes durante la guerra, oficiales a los que se les había garantizado comisiones temporales por lo que durara la guerra, oficiales del ejército territorial durante los tiempos de paz, oficiales comisionados de los rangos de antes de la guerra del ejército regular y territorial y oficiales temporales comisionados de los rangos para la duración de la guerra únicamente.
En septiembre de 1914, Lord Kitchener anunció que estaba buscando voluntarios y NCOs regulares para proporcionar oficiales para el ejército que se expandía. La mayoría de los voluntarios venían de la clase media, con el grupo más largo de ocupaciones comerciales y clericales (27%), seguido por profesores y estudiantes (18%) y hombres profesionales (15%). En marzo de 1915, se descubrió que 12,290 hombres sirviendo en los rangos habían sido miembros de una universidad o escuela pública Officers' Training Corps (OTC). Más solicitado y se les concedieron comisiones, mientras que otros que no aplicaron también fueron comisionados. Las comisiones directas cesaron en gran parte a principios de 1916, desde ahí la mayoría de los nuevos oficiales servían primero en los rangos, aunque fuera en una unidad de oficiales potenciales.
Una vez que un candidato era seleccionado como oficial, el ascenso podía ser rápido. A.S. Smeltzer fue comisionado como Segundo Teniente en 1915, después de haber servido en el Ejército Regular durante 15 años. Aumentó de rango y para la primavera de 1917 fue promovido a Teniente Coronel y fue oficial comandante en el Sexto Batallón, The Buffs (Royal East Kent Regiment).
Junto con un ascenso rápido, la guerra redujo notablemente la edad de los oficiales de los batallones. En 1914, eran mayores de 50 años, mientras que el promedio de edad de un oficial comandante de un batallón en la FEB entre 1917 y 1918 era 28 años. Para esta etapa, era una política oficial que los hombres de más de 35 años no eran elegibles para comandar batallones. Esta tendencia se vio reflejada entre los oficiales jóvenes. Anthony Eden era el asistente del batallón cuando tenía 18 años y sirvió como Comandante Brigadista en la Brigada 198 mientras tenía 20 años.
La guerra también trajo muchas oportunidades para avanzar hacia el Personal General, especialmente en los primeros días, cuando muchos de los antiguos oficiales de los altos rangos fueron convocados de su jubilación. Algunos de ellos no se encontraban dispuestos a servir por su edad avanzada o por su falta de competencia y forma física; la mayoría fue mandada de regreso a su jubilación antes de que el primer año de la guerra hubiera terminado, dejando un espacio que tenía que ser llenado por oficiales de rangos más bajos. Críticas de la calidad del trabajo del personal en la guerra de Crimea y la segunda guerra bóer llevó a cambios radicales bajo Haldane. El Staff College, Camberley fue ampliado y Lord Kitchener estableció otro staff college en Quetta para oficiales del Ejército Indio en 1904. Sin embargo, cuando la guerra estalló en agosto de 1914, apenas había suficientes graduados para ser personal de la FEB. Se introdujeron cursos para personal que duraban cuatro meses y se llenaron con oficiales militares, que después de completar su entrenamiento, eran enviados a varias series. Como resultado, el personal de trabajo estaba otra vez escaso, hasta que entrenamiento y experiencia arreglaron lentamente esta situación. En 1918, los oficiales de personal que habían sido entrenados exclusivamente para la guerra de trincheras estática fueron forzados adaptarse a las demandas de la guerra semiabierta.
Durante el transcurso de la guerra, 78 oficiales británicos y del dominio británico de los rangos de Brigadistas Generales y de rangos más altos fueron asesinados o murieron durante su servicio activo, mientras que otros 146 fueron heridos, gaseados o capturados.

## Doctrina
El historiador oficial brigadista británico James Edward Edmonds, en 1925 dijo que "El Ejército Británico de 1914 era el mejor entrenado, mejor equipado y mejor organizado que el Ejército Británico ha mandado a la guerra en la historia". Esto se debía en parte a las reformas Haldane y al Ejército mismo en reconocer la necesidad que tenían de cambiar y de entrenar. El entrenamiento empezó con entrenamientos individuales en invierno, seguidos por escuadrón, compañía o entrenamiento de batería en primavera; los entrenamientos de régimen, batallones y brigadas en el verano; ejercicios para las divisiones e inter divisiones y maniobras del ejército a finales de verano y en otoño. La doctrina común de las sedes de todos los niveles se encontraba en el Field Service Pocket Book, el cual Haig introdujo mientras servía como director del personal de estudios en la Oficina de Guerra en 1906.
La segunda guerra bóer había alertado al ejército de los peligros en las zonas de fuego que estaban cubiertas por cargadores de largo alcance. En lugar de tiro de volea y los ataques frontales, había un mayor énfasis en avanzar y extender el orden, el uso de la cobertura disponible, el uso de artillería para apoyar el ataque, el flanco y los ataques convergentes y el fuego y el movimiento. El Ejército esperaba que las unidades avanzaran lo más lejos posible en una línea de fuego sin abrir fuego, para encubrir sus posiciones y conservar municiones, después para atacar en olas sucesivas, cerrando al enemigo de manera decisiva.
La caballería practicaba reconocimiento y lucha desmontada más seguido y en enero de 1910, la decisión se tomó en la Conferencia de Personal General y fue que a la caballería desmontada se les debería enseñar tácticas de infantería para atacar y defender. Solo eran caballería de un poder mayor europeo para la caballería en ataque y acción desmontada y equipados con los mismos rifles que la infantería, en lugar de carabinas de corto alcance. La caballería también fueron emitidos con herramientas de afianzamiento antes de que la guerra estallara, como resultado de la experiencia ganada durante la segunda guerra bóer.
La puntería de la infantería y las técnicas de fuego y movimiento, habían sido inspiradas por las tácticas bóeres y se establecieron como doctrina formal por el Coronel Charles Monro, cuando estaba a cargo de la escuela de mosquetes en Shorncliffe. En 1914, el fuego de los rifles ingleses fue tan efectivo que había algunos reportes en los que los alemanes creían que se estaban enfrentando a un gran número de ametralladoras. El Ejército se concentró en la práctica de rifle, pasando días en las líneas dedicadas a mejorar la puntería y a obtener un puntaje de fuego de 15 rondas efectivas por minuto en 300 yardas (272,32 m); un sargento impuso un récord de 28 rondas en 12 pulgadas (301,8 mm) con un objetivo que estaba a 300 yardas (274,32 m) en 30 segundos. En su junta de habilidad con las armas en 1914, el Primer Batallón Black Watch logró 184 tiradores escondidos, 184 disparos de primera clase, 89 disparos de segunda clase y cuatro disparos de tercera clase, en rangos desde 300-600 yardas (270-550 m). La infantería también practicaba ataques de equipo y de secciones y disparaban cubiertos, a menudo sin las órdenes de los oficiales o de los NCOs, para que los soldados pudieran actuar bajo su propia iniciativa. En el último ejercicio antes de la guerra, se anotó que la infantería hacía un excelente uso de suelo, los avances en juncos cortos y siempre en el doble y casi invariable fuego desde una posición pronaI.

### Armas
El Ejército Británico estaba armado con fusiles Lee-Enfield (SMLE Mk III), el cual destacaba una acción de cerrojo y un gran capacidad de cargador que permitía a un hombre entrenado disparar entre 20 y 30 rondas apuntadas en un minuto Las historias de la Primera Guerra Mundial hablan de tropas británicas que ahuyentaban a los atacadores alemanes, quienes subsecuentemente reportaban haber encontrado ametralladoras, cuando en realidad, era un simple grupo entrenado armado con SMLEs. Las pesadas ametralladoras Vickers demostraban ser un arma muy confiable en el campo de batalla, algunas de sus hazañas entraron en la mitología militar. Una historia habla de la acción de la Compañía número 100 de los Cuerpos de Ametralladoras en High Wood el 24 de agosto de 1916. Esta compañía tenía 10 ametralladoras Vickers; se les ordenó que mantuvieran el fuego de cobertura durante 12 horas en un área seleccionada de 2000 yardas (1828,8 m) de lejos, para prevenir que las tropas alemanas formaran su contraataque mientras el ataque de los ingleses estaba en progreso. Dos compañías de infantería fueron asignadas como proveedoras de municiones, raciones y de agua para los artilleros. Dos hombres trabajaban en una máquina de cinturón durante 12 horas in parar, con un suministro de 250 correas. Usaron 100 barriles nuevos todos de agua - incluyendo el agua que los hombres bebían y los cubos de las letrinas - para mantener las armas frías. En ese periodo de 12 horas, las 10 armas disparadas estuvieron cerca de un millón de rondas entre ellas. Un equipo reportó haber disparado 120,000. En una operación de cerca, fue alegado que todas las armas funcionaban perfectamente y que ninguna dejó de funcionar durante todo el periodo.
La ametralladora de Lewis que era más ligera, se usaba para tierra y aviones en octubre de 1915. La ametralladora de Lewis tenía la ventaja que era 80% más rápida al construirse que las Vickers y mucho más portátil. Al final de la Primera Guerra Mundial, cerca de 50,000 ametralladoras de Lewis habían sido producidas; había muchas en el Frente Occidental, superaban en número a las ametralladoras Vickers en un radio de 3:1.
El Mortero Stokes se desarrolló muy rápido cuando se volvió claro que se necesitaba un tipo de arma para proveer un soporte de tipo de artillería a la infantería. El arma era completamente transportable por un hombre y también capaz de disparar bombas poderosas a objetivos más allá del rango de granadas de fusil.
Finalmente, el tanque Mark I, una invención británica, fue la solución al estancamiento de la guerra en las trincheras. El Mark I tenía un rango de 23 millas (37,014912 km) sin reabastecimiento y una velocidad de tres millas por hora (4,828032 km/h); se utilizó por primera vez en Somme en septiembre de 1916.

### Tácticas de infantería

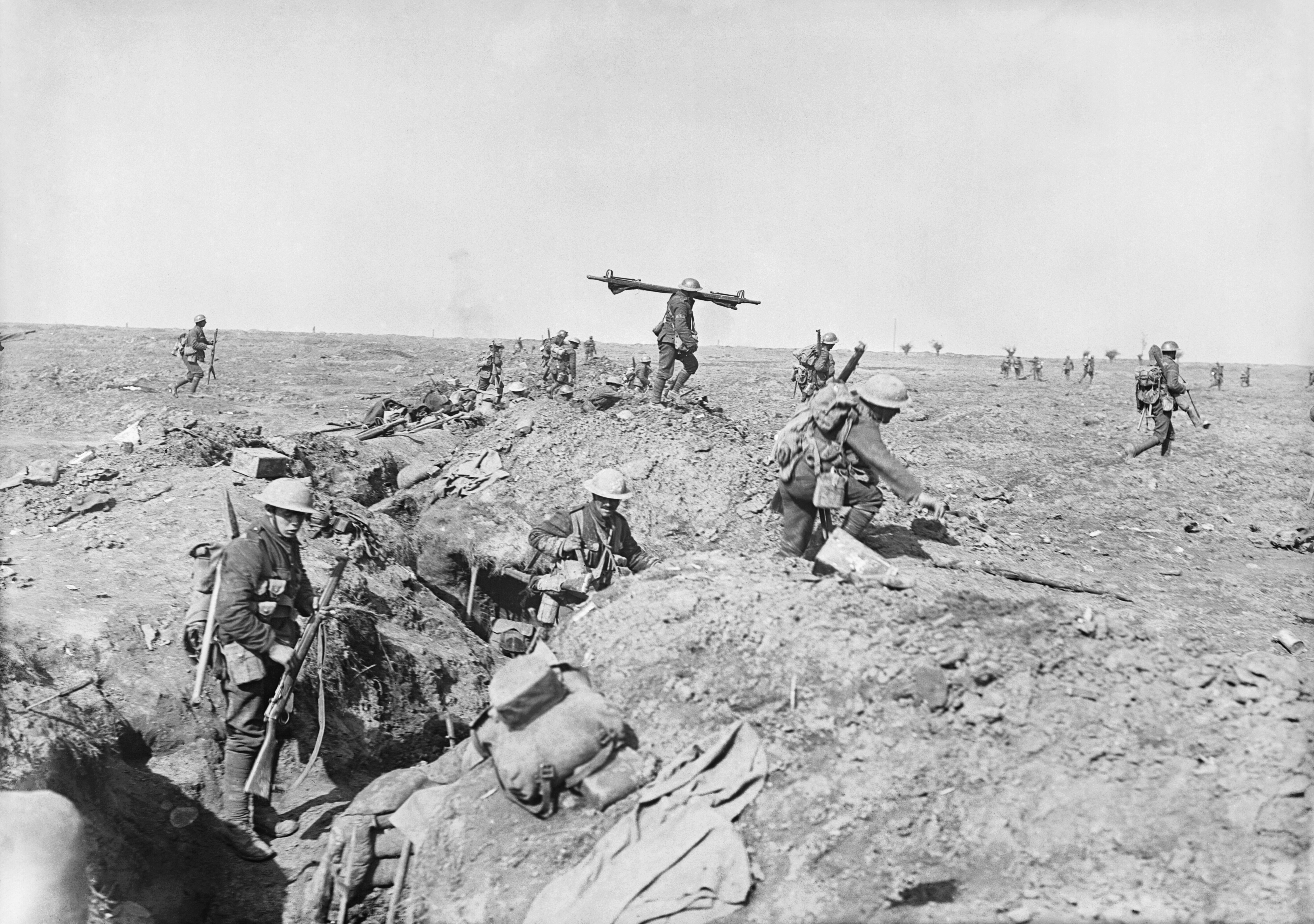
Infantería británica avanzando para ayudar en la Batalla de Morval, 25 de septiembre de 1916, parte de la batalla de Somme

Después de la "carrera al mar", la maniobra de guerra dio lugar a la guerra en las trincheras, un desarrollo para el cual el Ejército Británico no estaba preparado. Esperaban una guerra móvil ofensiva, el Ejército no había instruido a sus tropas en las tácticas defensivas y había fallado en obtener alambres de púas, granadas o morteros de trincheras. En los primeros años de la guerra en las trincheras, la formación del ataque de infantería normal, estaba basado en un batallón, que se componía de cuatro compañías que estaba formadas por cuatro platoons. El batallón formaba 10 olas con 100 yardas (91,44 m) entre cada una, mientras que cada compañía formaba dos olas de dos platoons. Las primeras seis olas eran los elementos de lucha de tres de los batallones de las compañías, el séptimo contenía la sede del batallón, la compañía que quedaba formaba la octava y la novena ola, se esperaba que llevaran equipo al frente, la décima ola contenía camilleros y médicos. Se esperaba que la formación se moviera al frente en un rango de 100 yardas (91,44 m) cada dos minutos, aunque los hombres cargaran sus rifles, bayonetas, máscaras de gas, municiones, dos granadas, cortadores de alambres, una espada, dos bolsas vacías de arena y bengalas. Los platoons cargadores, además de lo mencionado anteriormente, también llevaban municiones extras, alambres de púas y materiales de construcción para llevar a cabo reparaciones a las líneas capturadas y a las fortificaciones.
En 1918, la experiencia llevó a un cambio en las tácticas; la infantería ya no avanzaba en líneas rígidas, sino que formaba una serie de olas flexibles. Se movían cubriéndose con la oscuridad y ocupaban los hoyos de las granadas u otras cosas cerca de la línea alemana. Los hostigadores formaban la primera ola y seguían al aluvión rastrero hasta el frente alemán para atacar puntos de resistencia. La segunda o la ola principal seguía en platoons o secciones en una sola fila. La tercera estaba formada por grupos pequeños de refuerzo, la cuarta ola debía defender el territorio capturado. Se esperaba que todas las olas tomaran ventaja de tierra mientras avanzaban. (ver abajo para cuando operaban con tanques)
Cada platoon tenía una sección con ametralladoras de Lewis y una sección especializada en lanzar granadas (conocidas como bombas), cada sección tenía dos exploradores para llevar a cabo misiones de reconocimiento. Se esperaba que cada platoon ayudara con disparos en el ataque para avanzar, sin detenerse; saltar era aceptado, con el platoon líder tomando un objetivo y los platoons siguientes pasando a través de ellos y al siguiente objetivo, mientras las ametralladoras de Lewis ayudaban con el fuego. Las granadas se usaban para limpiar el paso de las trincheras y refugios subterráneos, cada batallón llevaba hacia adelante dos morteros de trincheras para ayudar.

### Tácticas de tanques
Los tanques eran designados para romper el punto muerto de la guerra en las trincheras. La primera vez que se usaron en Somme, se colocaron bajo el comando de la infantería y se les ordenó atacar a sus objetivos en grupos o parejas. También se les asignaron pequeños grupos de tropas, que servían como escolta brindando defensa contra los ataques del enemigo. Solo nueve tanques llegaron a las líneas alemanas para participar e nidos de ametralladoras y en las concentraciones de tropas. En el camino, 14 dejaron de funcionar o fueron abandonadas y otras 10 fueron dañadas por el fuego del enemigo.
En 1917, durante la Batalla de Cambrai, los cuerpos de tanques adoptaron nuevas tácticas. Tres tanques trabajando juntos avanzarían en una formación de triángulo, con los dos tanques de atrás cubriendo a un plantón de infantería. Los tanques eran para crear espacios en el alambre de púas para que la infantería que venía con ellos pudiera pasar y después usar sus armas para acabar con los puntos fuertes de los alemanes. La efectividad de la cooperación de los tanques con la infantería se demostró durante la batalla, cuando el Mayor general George Montague Harper de la División 51 se negó a cooperar con los tanques, una decisión que los llevó a seguir adelante sin ayuda de la infantería, el resultado fue la destrucción de más de 12 tanques por la artillería alemana avistada detrás de los búnkeres.
La situación volvió a cambiar en 1918, cuando los ataques de los tanques solo tenían un tanque cada 100 o 200 yardas (183,99 m) con una compañía de tanques de 12 o 13 por objetivo. Una sección de cada compañía estaba en el frente, con el recordatorio de que la compañía que venía atrás y cada tanque daban protección al plantón de infantería, que fue instruido a avanzar, usando la cobertura disponible y con ayuda de las ametralladoras. Cuando los tanques cruzaban el punto fuerte del enemigo, involucraban a los defensores, forzándolos a cubrirse y dejándolos a los dispositivos de la siguiente infantería.

### Tácticas de artillería

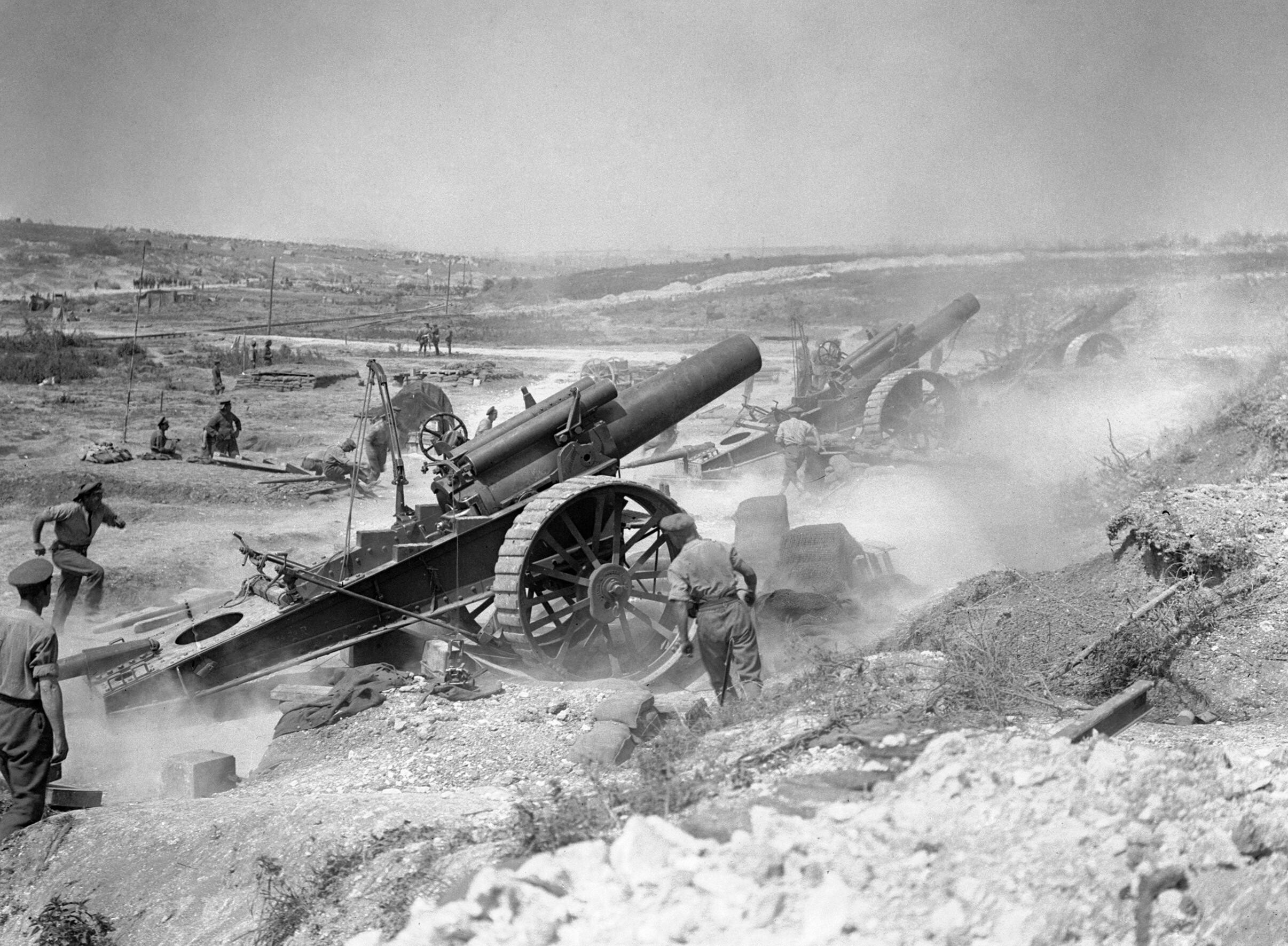
Obuses de 8 pulgadas (203 mm) de la 39 Batalla de Batería, la Royal Garrison Artillery llevando a cabo un tiroteo en el valle de Fricourt-Mametz, agosto de 1916, durante la Batalla de Somme

Antes de la guerra, la artillería trabajaba de manera independiente y se les enseñaba como ayudar a la infantería para asegurar un ataque exitoso. En 1914, el arma más pesada de la artillería era de 60 libras, cuatro en cada batería pesada. La Royal Horse Artillery usaba de 13 libras mientras que la Royal Field Artillery usaba armas de 18 libras. En 1918, la situación había cambiado; la artillería era una fuerza dominante en el campo de batalla. Entre 1914 y 1918, la Royal Field Artillery había aumentado de 25 brigadas de campo a 173 brigadas de campo, mientras que la artillería pesada de la Royal Garrison Artillery había aumentado de 32 y seis baterías a 117 y 401 baterías.
Con este aumento en el número de baterías de armas pesadas, los ejércitos necesitaban encontrar un método más eficiente de mover armas pesadas. (Estaba resultando difícil encontrar el número de caballos de tiro requeridos). La Oficina de Guerra ordenó cerca de 1,000 tractores Holt, que transformaron la movilidad de la artillería. El Ejército también montó una variedad de cañones navales excedentes en varias plataformas de las vías del tren para proveer artillería pesada de gran alcance en el Frente Occidental.
Hasta 1914, la artillería generalmente disparaba en miras abiertas a objetivos visibles, la unidad más larga usada para disparar a un solo objetivo era el régimen de artillería o la brigada. Una innovación traída por la adopción de la guerra en las trincheras fue el bombardeo - un término utilizado por primera vez en la Batalla de Neuve Chapelle en 1915. La guerra en las trincheras había creado la necesidad de fuego indirecto, con el uso de observadores, planes más sofisticados de fuego de artillería y el aumento en el enfoque científico a las armas, donde los hombres de la artillería tenían que usar cálculos muy complicados para usar las armas. Las armas individuales estaban destinadas para que su fallo en los disparos fuera coordiando con otros para formar un patrón, en el caso de un bombardeo, el patrón era una línea.
El aluvión rastrero era un bombardeo que era levantado en pequeños incrementos, tal vez de 50 yardas (46 m), para que se moviera hacia adelante lentamente, al mismo paso que la infantería, que estaban entrenados para seguirlos de cerca atrás de la pared de su propio fuego, a menudo cerca de 55 yardas (50,292 m); los comandantes de infantería eran motivados para mantener a sus tropas tan cerca de los aluviones rastreros tan cerca como fuera posible, aun en riesgo de las pérdidas por Fuego Amigo. Un aluvión rastrero podía mantener el elemento sorpresa, con armas abriendo fuego solo poco después de que las tropas de asalto se hubieran retirado. Era útil cuando las posiciones del enemigo no habían sido reconocidas del todo, ya que no dependía de identificar objetivos individuales al avanzar. La idea detrás del aluvión rastrero era que la infantería debería llegar a las posiciones del enemigo antes de que los defensores tuvieran tiempo de recuperarse, salir de los refugios y asumir sus posiciones. En el primer día de la Batalla de Somme, el aluvión dejó atrás a la infantería, lo que permitió que los defensores se recuperaran y salieran de sus refugios subterráneos, con resultados desastrosos para los atacantes. El aluvión rastrero demostró su efectividad un año después, en 1917, durante la Batalla de Arrás. Una debilidad del aluvión rastrero era que la infantería estaba subordinada al horario de la artillería, mientras que los comandantes de la infantería tenían menos control sobre la situación táctica y por lo tanto estaban en peligro de olvidar como maniobrar a sus tropas en el campo de batalla. La importancia del aluvión era tal que las tácticas tradicionales de infantería, incluyendo la dependencia en el propio fuego de infantería de apoyar su movimiento hacia adelante, era olvidado a veces.
Una vez que la infantería había llegado a las trincheras alemanas, la artillería cambiaba del aluvión rastrero al aluvión de pie, un aluvión que protegía a la infantería de los contraataques mientras consolidaban su posición. Una variante era el cuadro de aluvión en el cual tres o cuatro aluviones formaban un cuadro - o a menudo tres lados de un cuadro- alrededor de una posición para aislar y prevenir que llegaran refuerzos a la línea de enfrente. Esto se usaba normalmente para proteger redadas en las trincheras, aunque también podía ser usado de manera ofensiva contra una unidad alemana. Otro tipo de aluvión era el aluvión SOS, que disparaba en respuesta al contraataque de los alemanes. Un aluvión SOS podía entrar en acción al disparar una señal de bengala de un color previamente establecido, ya que el aluvión alemán tendía a cortar las líneas telefónicas. Un aluvión pre registrado descendía a la Tierra de Nadie.
Con la introducción de los tanques, la artillería no necesitaba la ayuda de la infantería para destruir los obstáculos y las posiciones de las ametralladoras. En lugar de eso, la artillería ayudaba neutralizando la artillería alemana con el contra fuego de batería. Los investigadores del Ejército Británico bajo el Teniente  William Lawrence Bragg desarrollaron un método de sonido que consistía en determinar la ubicación de la artillería hostil según el sonido de sus disparos. Un Oficial de Contra Batería (CBSO) fue asignado a cada cuerpo para coordinar el esfuerzo de contra batería, cotejando informes de los sonidos y de los observadores de los Royal Flying Corps. Al final de la guerra, se dieron cuenta de la importancia del efecto de los aluviones para desmoralizar y suprimir al enemigo, no tanto la destrucción física; un bombardeo corto e intenso inmediatamente seguido por un ataque de infantería era más efectivo que las semanas de bombardeo usadas en 1916.

### Comunicaciones
El Servicio de Señales de los Ingenieros Reales, se formó en 1912m se les dio responsabilidad de las comunicaciones que incluían despachar las señales, telégrafo, teléfono y después las comunicaciones inalámbricas, desde las sedes del ejército a brigadas y hasta el nivel de baterías para la artillería. Durante la mayor parte de la guerra, los métodos primarios de comunicación del ejército eran el despachar señales (usar corredores, mensajeros a caballo, perros y palomas mensajeras), visualización de señales, el telégrafo y el teléfono. Al principio de la guerra, el ejército tenía un pequeño número de sets inalámbricos, que además de ser pesados y poco confiables, operaban a baja frecuencia. En 1915, los sets inalámbricos de las trincheras fueron introducidos, pero las transmisiones eran interceptadas fácilmente por los alemanes que escuchaban.
Los teléfonos de los civiles eran usados en el comienzo de la guerra, pero se encontró que eran poco confiables en las condiciones húmedas y fangosas en las que se encontraban. Consecuentemente, se diseñó del teléfono de campaña; un dispositivo operado con su propio tablero de conmutadores. Aparte de la comunicación por voz, tenía una unidad de vibración con una llave de código morse, para que se pudiera usar para mandar y recibir mensajes codificados. Esta facilidad se vio útil cuando, a mitad de un bombardeo, las bombas que explotaban ahogaban el sonido de la comunicación. Los teléfonos se conectaban mediante líneas que sostenían un daño continuo como resultado del fuego por las bombas y del movimiento de las tropas. Las líneas eran generalmente enterradas, con líneas redundantes puestas en su ligar para compensar las fracturas.
Los tipos primarios de señalización visual eran las banderas de semáforo, lámparas y banderas y el heliógrafo. En plena guerra, la señalización visual (usar banderas de señales y el heliógrafo) era la norma. Un señalador competente podía transmitir 12 palabras por minuto con banderas de señales (durante el día) y luces de señales (durante la noche). Las luces de señales, que eran aseguradas en una funda de madera, usaban una llave de batería operada con código morse. Sin embargo, estas técnicas de señalización tenían ciertas desventajas. En la guerra en las trincheras, los operadores que usaban estos métodos se exponían al fuego enemigo, mientras que los mensajes mandados hacia atrás por señalización de luces no podía ser visto por las fuerzas enemigas, las respuestas a estos mensajes eran vistas fácilmente y de nuevo, expuestas al fuego enemigo.
Durante la guerra, el Ejército también entrenaba a animales para usarlos en las trincheras. Los perros llevaban mensajes; caballos, mulas y perros se usaban para dejar cables de teléfono y de telégrafo. Las palomas mensajeras, que transportaban mensajes de atrás a las líneas del frente, también se llevaban en los tanques para que pudieran mandar mensajes durante los ataques. Cerca de 20,000 palomas y 370 entrenadores de animales se usaron durante la guerra y a veces eran los únicos medios de comunicación.

### Cuerpos de Vuelo Real

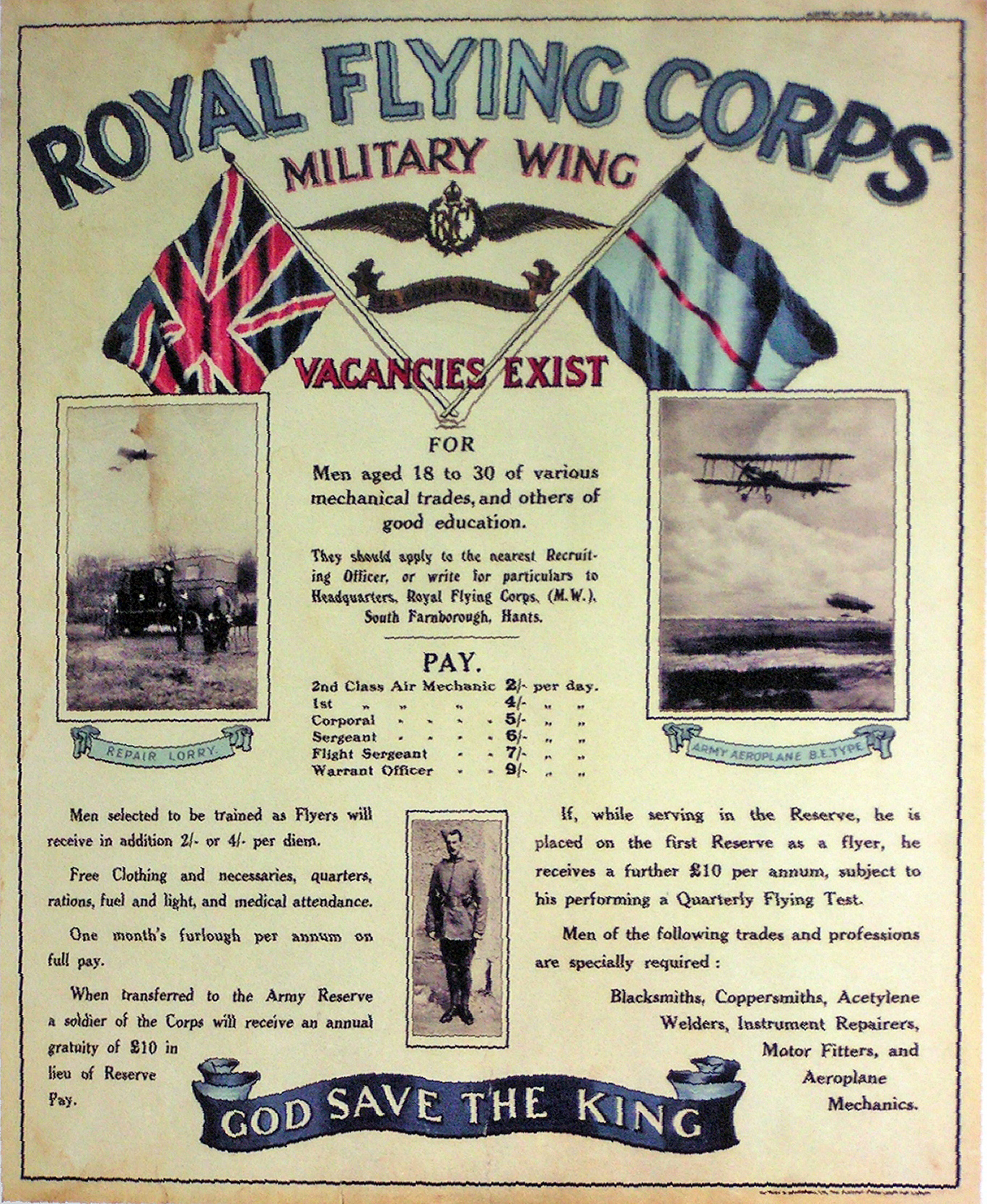
Póster de reclutamiento de Royal Flying Corps para la Primera Guerra Mundial

Al inicio de la guerra, los Cuerpos de Vuelo Real (RFC) en el campo, comandados por Sir David Henderson consistían en cinco escuadrones - un escuadrón de observación de globo (Escuadrón RFC 1) y cuatro escuadrones de aeroplano (2,3,4 y 5). Estas unidades se usaron primero para ubicación aérea el 13 de septiembre de 1914, pero solo se volvieron eficientes cuando perfeccionaron el uso de comunicación inalámbrica en Aubers Ridge el 9 de mayo de 1915. La fotografía aérea se intentó durante 1914, pero solo se volvió efectiva al año siguiente. En agosto de 1915, el General Hugh Trenchard remplazó a Henderson. El uso del poder aéreo de los ingleses evolucionó durante la guerra, desde una fuerza de reconocimiento a una fuerza de lucha a intentar ganar el comando del aire por encima de las trincheras y llevar a cabo bombardeos a objetivos por detrás de la línea. Las primeras aeronaves de la RFC eran inferiores a la de los rivales alemanes; en abril de 1917, (conocido como el abril sangriento), los RFC perdieron cerca de 300 hombres del aire y 245 aeronaves. Hasta finales de 1917, con al introducción de Sopwith Camel y el S.E.5, fueron capaces de competir de manera exitosa por el control del aire.
El 17 de agosto de 1917, el General Jan Smuts presentó un reporte al Consejo de Guerra con respecto al futuro del poder del aire. Dado su potencial para la devastación de las tierras enemigas y la destrucción de objetivos industriales y los centros de la población en una escala vasta. El recomendó que se formara un nuevo servicio aéreo que estuviera al nivel del Ejército y de la Marina Real. La formación del nuevo servicio, sin embargo, haría uso de los hombres no utilizados y de las máquinas de la Royal Naval Air Service (RNAS), así como terminar el inter servicio de rivales que a veces afectaba de manera adversa la procuración de las aeronaves. El 1 de abril de 1918, los RFC y RNAS fueron unidos para formar un nuevo servicio, la  Royal Air Force (RAF). La RAF estaba bajo el control de un nuevo Ministro Aéreo. Para 1918, las imágenes fotográficas se podían tomar desde 15 000 pies (4572 m) e interpretadas por cerca de 3,000 personas. Los aviones no tenían paracaídas hasta 1918, aunque estaban disponibles desde antes de la guerra. Después de empezar con cerca de 2,073 personas en 1914, la RAF tenía 4,000 aviones de combate y 114,000 personas al principio de 1919.

### Cuerpo de los Ingenieros Reales
El 1 de agosto de 1914, los Ingenieros Reales consistían de 25,000 oficiales y hombres en el ejército regular y las reservas, para la misma fecha en 1917, había crecido a un total de 250,000. En 1914, cuando la FEB llegó a Francia, había dos compañías de campo de Ingeniería en cada división de Infantería, lo que aumentó a tres compañías en septiembre de 1914. Cada división también tenía una compañía de señales, que era responsable de la comunicación entre las sedes de los Cuerpos, las Divisiones y de las Brigadas.
Las compañías de túneles de los Ingenieros Reales se formaron en respuesta a golpe de los alemanes al volar 10 minas pequeñas en diciembre de 1914, en Givenchy. La primera mina británica fue detonada en la Hill 60 el 17 de febrero de 1915. Las minas se usaban en la Batalla de Aubers Ridge en mayo de 1915 y en la Batalla de Loos en septiembre de 1915. En julio de 1916, en el primer día de la Batalla de Somme, lo que es conocido como el Cráter de Lochnagar fue creado por una mina en La Boisselle.
22 compañías se formaron finalmente y se usaban para cavar subterráneos, cables de las trincheras, refugios, así como minas ofensivas o defensivas. Al final de la guerra, los Ingenieros fueron directamente responsables de mantener edificios y de diseñar fortificaciones de la línea del frente de infantería y también posiciones de artillería, los teléfonos, inalámbricos y otros equipos de señalamiento, vías férreas, caminos suministros de agua, puentes y transporte. También operaban las vías y las caminos de agua por debajo de la tierra.

### Cuerpos de Ametralladoras
En septiembre de 1915, los Cuerpos de Ametralladoras (MGC) se formaron para brindar equipos fuertes de ametralladoras después de la propuesta que se hizo a la Oficina de Guerra para la formación de una sola compañía especialista en ametralladoras para cada brigada de infantería - un objetivo que se alcanzaría al quitar armas y equipos de armas de los batallones. Creado en octubre de 1915, MGC consistía de compañías de ametralladoras de infantería, ametralladoras para los escuadrones de caballería y baterías con motor de ametralladoras. En las trincheras, las armas de los cuerpos eran mandadas con un enlazamiento en el campo de fuego y era un arma de defensa devastadora al atacar a la infantería. También se usaban como papel de soporte en un fuego indirecto, en el cual disparaban por encima de las cabezas y desde los flancos de la infantería que avanzaba y por detrás de las trincheras alemanas para detener a los refuerzos y a las municiones y que no llegaran al frente.

### Cuerpos de Tanques
Los Cuerpos de Tanques se formaron como la  Heavy Section Machine Gun Corps en 1916. Los tanques se usaron por primera vez en acción en la batalla de Somme el 15 de septiembre de 1916. lA intención era que aplastaran el alambre de púas para la infantería, después que cruzaran las trincheras y explotaran cualquier ruptura detrás de las líneas alemanas. En noviembre de 1916, los rebautizaron como Heavy Branch MGC y en junio de 1917, los Cuerpos de Tanques.
Originalmente formados en Compañías de Heavy Branch MGC, designados A,B,C y D; cada compañía de cuatro secciones tenía seis tanques, 3 versiones masculinas y tres femeninas (artillería o ametralladoras), con un tanque como reserva de la compañía. En noviembre de 1916, cada compañía fue reformada como un batallón de tres compañías, con planes de aumentar los cuerpos a 20 batallones, cada batallón de tanque tenía un complemento de 32 oficiales y 374 hombres.
Los tanques se usaban principalmente en el Frente Occidental. La primera ofensiva de la guerra en la que los tanques fueron usados en masa fue en la Batalla de Cambrai en 1917; 476 tanques empezaron el ataque y el frente alemán colapsó. A mediodía, los ingleses habían avanzado cinco millas por detrás de la línea alemana. En la Batalla de Amiens en 1918 el valor de los tanques fue apreciado, 10 batallones pesados y dos ligeros de 414 tanques fueron incluidos en el asalto. 342 Mark V y 72 Whippets estaban respaldados por 120 tanques designados a llevar municiones al frente para la armada y la infantería. Para el final del primer día del ataque, habían penetrado al línea alemana de 6-8 millas (9.7-12.5 km), 16,000 prisioneros fueron tomados. En septiembre de 1918 el Ejército Británico era el más mecanizado en el mundo. Cerca de 22,000 hombres habían servido en los cuerpos de tanques para el final de la guerra.
Un destacamento de ocho obsoletos tanques Mark I fueron mandaos al sur de Palestina a principios de 1917 y ahí vieron la acción en contra de las fuerzas turcas.

### Cuerpos del Servicio Militar
Los Cuerpos del Servicio Militar (ASC) operaban el sistema de transporte para llevar hombres, municiones y materiales al frente. De 12,000 hombres al inicio de la guerra, los cuerpos aumentaron en tamaño a 300,000 en noviembre de 1918. En adición, tenían bajo su comando a indios, egipcios, chinos y otros trabajadores nativos, transportistas y hombres de tiendas. Ellos brindaban caballos y compañías de transporte mecánico, el Servicio Montado del Ejército y las compañías de trabajo de ASC. En agosto de 1914, entregaron 4 500 000 libras (2 041 165,655 kg) de pan en el frente que aumentó a 90 000 000 libras (40 823 313,3 kg) en noviembre de 1918.

### Cuerpos Médicos del Ejército Real
Los Cuerpos Médicos del Ejército Real (RAMC) suplían a los doctores, evacuaciones por pérdidas, ambulancias de campo y hospitales para el ejército. Los Cuerpos eran asistidos en su trabajo por ayuda voluntaria de la Cruz Roja Británica, la Ambulancia de St John y la Unidad de Ambulancia de Amigos.
La única persona que fue galardonada con el Victoria Cross dos veces durante la guerra fue un doctor en RAMC, el capitán Noel Godfrey Chavassetwice, VC and Bar, MC.
Aunque no era un miembro estricto de RAMC, While not strictly a member of the RAMC, el camillero Lance Corporal William Harold Coltman VC, DCM & Bar, MM & Bar, fue el más decorado de otro rango en la guerra.

## Vida en las Trincheras

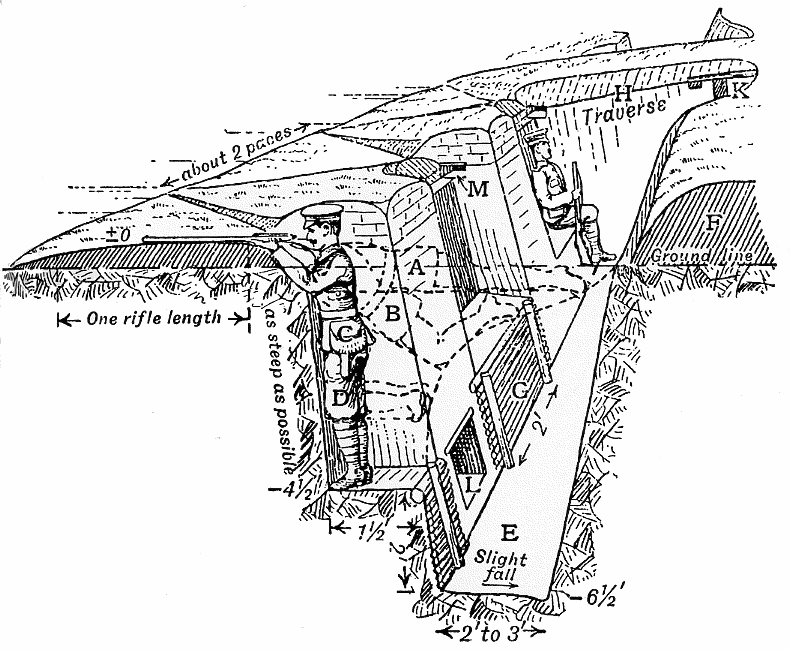
Diagrama de construcción de una trinchera, de un manual de infantería de 1914

A finales de 1914, la guerra en el Frente Occidental había llegado a un estancamiento y las líneas de trincheras se extendían desde la costa Belga a la frontera Suiza. En septiembre de 1915, la extensión del frente británico era de 10 millas (112,65408 km). Los soldados se quedaban en el frente o en la línea de reserva durante ocho días seguidos y luego eran relevados.
Había tres trincheras en un sector típico de la línea del frente, la trinchera de fuego, la trinchera de soporte y la trinchera de reserva, todas se unían por trincheras de comunicación. Las trincheras variaban en su profundidad, pero generalmente tenían cuatro o cinco pies de profundidad, o en áreas con un nivel freático se construía una pared con bolsas de arena para permitir que los defensores estuvieran parados, las trincheras de fuego tenían un paso de fuego, para que los ocupantes pudieran devolver el fuego durante un ataque (ver diagrama). Idealmente, la parte de abajo de la trinchera estaba alineado con rejas para prevenir que los hombres se hundieran en el lodo y había refugios en las paredes, estos daban refugio de los elementos y de las ametralladoras, aunque los refugios del Ejército Británico generalmente estaban reservados para los oficiales y para los NCOs de altos rangos. Lo esperado era que los hombres durmieran donde pudieran y cuando el clima estaba húmedo, dormían bajo la tierra o en tiendas en la parte de abajo de la trinchera en las rejas.
En el frente, los soldados estaban en constante peligro por los proyectiles de artillería, bombas de mortero y balas y mientras la guerra progresaba también tenían que lidiar con el ataque aéreo. Algunos sectores del frente veían poca actividad a lo largo de la guerra, lo que hacía su vida un poco más fácil. Otros sectores se encontraban en un estado continuo de actividad violenta. Sin embargo, los sectores más callados también tenían pérdidas por francotiradores, fuego de artillería y por enfermedades. Las peores condiciones, eran las trincheras que estaban mojadas y llenas de lodo y la constante compañía de piojos y de ratas que se alimentaban de los cuerpos no enterrados y a menudo cargaban con enfermedades. Muchas tropas sufrían de pie de trinchera, fiebre de trinchera y nefritis. También podían contraer congelamiento en los meses de invierno y agotamiento por calor en el verano. Normalmente los hombres estaban mojados y llenos de lodo, o secos y llenos de polvo . La comida no podía ser cocinada en las líneas del frente de las trincheras ya que cualquier señal de humo atraería fuego enemigo, así que la comida caliente se llevaba por las trincheras de comunicación en cajas de heno, a veces llegando tarde y otras veces no llegando para nada.

### Rutina Diaria

Un centinela del Régimen de Cheshire en 1916. Véase a los cuatro hombres durmiendo en la trinchera.

La rutina diaria de la vida en las trincheras empezaba en la mañana a la hora de levantarse. Una hora antes del amanecer todos despertaban y se les ordenaba asumir sus posiciones para protegerse de un ataque por parte de los alemanes. Cuando eso terminaba, era hora de que los soldados desayunaran y llevaran a cabo la limpieza. Una vez completadas, los NCOs asignaban tareas diarias, antes de que los hombres fueran a limpiar los rifles y el equipo, llenar las bolsas de arena, reparar las trincheras o cavar letrinas. Una vez que las tareas diarias eran completadas, los soldados que estaban fuera de servicio buscaban un lugar para dormir. Debido a los constantes bombardeos y al puro esfuerzo de sobrevivir, la privación de sueño era muy común. Los soldados también tenían que tomar turnos para ser centinelas e identificar movimientos del enemigo.
Cada lado de la línea del frente estaba constantemente bajo observación por parte de los francotiradores y de los observadores durante el día; por lo tanto, el movimiento estaba restringido hasta que la oscuridad y la noche llegaran. Cuando estaba oscuro, las tropas atendían un mantenimiento vital y un reabastecimiento, las raciones y el agua eran llevadas a la línea del frente, las unidades frescas cambiaban lugares con las tropas para que pudieran ir atrás a descansar y a recuperarse. El allanamiento en las trincheras también se llevaba a cabo y se formaban grupos de construcción para reparar las trincheras y para fortificarlas, mientras que grupos de alambrado también eran mandados a reparar o renovar el alambre de púas en la tierra de nadie Una hora antes del amanecer, todos se levantarían otra vez y repetir lo mismo.

### Entrar a la línea del frente
Un procedimiento de ajuste era usado por la división que se estuviera moviendo hacia la línea del frente. Una vez que se les informaba que se debían mover al frente, los brigadistas y los comandantes de los batallones eran llevados a áreas más adelante para reconocer las secciones en el frente que estaban ocupadas por sus tropas. Mientras tanto, los oficiales de transporte de batallones eran llevados al cuartel general de la división que estaban relevando para observar los métodos usados para repartir raciones y municiones y la manera en la que eran llevadas a las tropas que estaban en el frente. Separaciones en el grupo de la división de artillería se movían al frente y se añadían a las baterías de artillería de la división a la que estaban relevando. Cinco días después, los batallones de infantería que estaban destinados a ir a la línea de enfrente, mandaban a sus especialistas en pistolas de Lewis, al oficial de amertralladora, a cuatro comandantes de la compañía y a algunos señaladores para tomar el control de las tiendas de las trincheras y adaptarse a la rutina de las trincheras antes de que llegaran los batallones. En la noche, los batallones se movían a la línea y la artillería se hacía cargo de las armas que estaban en posición, dejando las suyas por las baterías de los que habían relevado.

## Disciplina

### Autoridad Legal
El Ejército estaba bajo la autoridad política. Desde la Revolución Gloriosa de 1688, la Corona no había permitido técnicamente un ejército en el Reino Unido -deriva su existencia del Acto del Ejército, aprobado por el Parlamento cada año (cada cinco años desde finales de 1950). La House of Commons se tomaba estas responsabilidades muy en serio: una carta de Haig aclarando la situación de los delitos de guerra se tuvo que leer en la House of Commons el 14 de marzo de 1918. La mayoría de las regulaciones disciplinarias en la Primera Guerra Mundial se derivaron del Acto del Ejército de 1881, aunque algunas ofensas se trataron de manera más severa con un servicio activo, por ejemplo el saqueo y la desobediencia voluntaria se castigaban con pena de muerte.

### Delitos menores
Los delitos menores eran tratados por los oficiales comandantes. Por ofensas pequeñas, un comandante de la compañía podía multar a los hombres o asignarlos a cuarteles de trabajo de fatiga. Un Oficial Comandante de un batallón podía dar detención de hasta 28 días de Castigo de Campo, o degradar cabos de sus rangos (oficiales y NCOs eran tratados por el mariscal de la corte que por otras ofensas triviales). Los hombres alistados también podían perder o dejar sus altos rangos.
El Castigo de Campo (FP) había reemplazado las palizas (abolidas en casa en 1868 y en servicio activo en 1881, aunque se usaron en prisiones militares hasta 1907) FP número 1 (en la cual el hombre era atado a un objeto fijo, ejemplo una rueda grande), hubo 60,210 casos, equivalentes a un hombre en 50 (aunque en la práctica había varios ofensores repetidos). FP No.1 podía ser muy desagradable dependiendo del clima, era conocido como barbárico en algunas unidades y en otras era ritualizado (por ejemplo al encerrar a un hombre en un cobertizo y lanzando las esposas dentro con el); también había casos en las tropas australianas que liberaban a las tropas inglesas que encontraban amarradas, aunque en otras unidades se creía necesario una sanción para ofensas graves. FP No.2 significaba encadenar a un hombre pero no en un lugar fijo.
Golpear a un inferior era una ofensa pero era común en algunas unidades que los oficiales se hicieran de la vista gorda con los NCOs que mantenían la disciplina con actos de violencia, o cuando ellos mismos lo hacían

### Consejos de Guerra
Los hombres que cometían ofensas serias eran juzgados por el Consejo de Guerra General, a veces resultaba en ejecución. A pesar de las "afirmaciones" de que estas eran las "cortes de kangaroo" (por ejemplo en el libro "Shot at Dawn" en el que dice que los hombres "no recibían los rudimentos de solo la audición") la liberación de los récords en 1990-4 demostraba que esto no era verdadero. De hecho, tenían reglas de procedimiento y un deber por revelar la verdad de los hechos. A diferencia del Consejo de Guerra General en los tiempos de paz, no había un juez legalmente calificado para aconsejar a la corte, pero desde principios de 1916, un "Oficial del Consejo de Guerra" - normalmente un oficial con experiencia legal en la vida civil - hacía eso a menudo.
El acusado podía oponerse a la composición del panel (por ejemplo, si uno de los oficiales estaba conectado con el caso o tenía una mala relación con el acusado) y para presentar su caso, si era defendido por un oficial (un "amigo del prisionero) si el escogía eso, aunque los "amigos de los prisioneros" se volvieron más comunes mientras la guerra continuaba. El oficial que convocara a una corte marcial no podía arrepentirse y la mayoría de los oficiales júnior votaban primero (para disminuir la posibilidad de contradecir la opinión de un superior). Sin embargo, se esperaba que las cortes fueran explícitamente "rápidas" y algunas veces se motivaban por las autoridades de poner ejemplos de ciertas ofensas y en práctica la lenidad de la corte y la habilidad del acusado de defenderse a su mismo variaba mucho. Algunos se declaraban culpables o escogían no presentar su defensa o llamar a testigos y en la mayoría de los casos, la ofensa era "tan grande que no había muchas maneras de defenderse".
El veredicto del 89% de las cortes marciales resultaba culpable, la gran mayoría de los casos era por ofensas como la ausencia sin permiso (la ofensa más común), alcoholismo e insubordinación. Los términos de prisión suspendidos a menudo, para desalentar a los soldados de cometer alguna ofensa para escapar de las líneas del frente, pero también para darle una oportunidad al hombre convicto de ganar un indulto por buena conducta.
De los 252 oficiales juzgados, 76% fueron ecnontrados culpable, la ofensa más común (52% de los casos) era estar alcoholizados. A pesar de que 3 oficiales fueron ejecutados, era más común que un oficial recibiera una severa reprimenda (60% de los casos- un golpe severo para su carrera) o que fueran multados (30% de los casos - les quitaban la comisión, lo que traía una desgracia social y los ponía como desempleados ante la Corona, incluso si trabajaban para el consejo local - pero un oficial multado podía ser reclutado en una unidad diferente).

### Ejecuciones
Una sentencia de muerte tenía que pasar de manera anónima, y confirmada por escrito por varios oficiales mientras el veredicto pasaba por la cadena de comando. El batallón de un hombre y el comandante de una brigada tendían a comentar en su propio récord, pero los generales de más altos rangos estaban más preocupados por el tipo de ofensa y por el estado de la disciplina en esa unidad. El juez abogado general en GHQ también verificaba los récords por irregularidades, antes de la última confirmación (o de otro modo ) por el comandante en jefe del teatro relevante.
De los 3,080 hombres sentenciados a muerte, 346 hombres fueron ejecutados, la gran mayoría de estos (266) por deserción, las siguientes grandes razones de ejecución fueron asesinato (37 - estos hombres probablemente hubieran sido colgados según la ley civil de ese tiempo) y cobardía (18). La convicciones por sublevación eran raras - solo un hombre fue disparado por las perturbaciones de Etaples en 1917. De los hombres que fueron disparados, 91 se encontraban bajo una sentencia suspendida y nueve bajo dos sentencias. De los 91, 40 estaban bajo una sentencia de muerte suspendida, 38 de ellos por deserción y un hombre había sido "sentenciado a muerte" dos veces por deserción
En ese tiempo se creía que se necesitaba un ejemplo de los hombres que desertaban ya que muchos de los hombres en combate tenían miedo. Los soldados de la línea del frente también creían que aquellos que dejaban a sus compañeros "en la estacada" al desertar "deberían ser disparados". Un historiador escribe que "no hay evidencia virtual" que diga que los soldados pensaran que la pena de muerte era injusta, aunque otro escribe que unos soldados consideraban la pena de muerte como deplorable, mientras que muchos la encontraban justificada. La deserción normalmente significaba una ausencia de 21 días o alguna otra evidencia que indicara el intento de no regresar, por ejemplo usar ropa de civiles o no reportándose para un despliegue clave. Los que eran ejecutados generalmente no eran niños - la edad promedio era a mitad de los 20 y 40% habían estado en serios problemas antes. 30% eran regulares o reservistas, 40% eran voluntarios de Kitchener, 19% eran voluntarios irlandeses, canadienses o de Nueva Zelanda, pero solo el nueve por ciento eran reclutas, se sugería la indulgencia de los reclutas, muchos de ellos con menos de 21 años, que eran parte del grueso del ejército en los últimos años de la guerra. Solamente los archivos de los hombres ejecutados sobrevivieron, por lo que es difícil comentar las razones por las que los hombres fueron privados, pero se ha sugerido que la política de conmutar 90% de las sentencias de muerte pudieron haber sido deliberadas con piedad en la aplicación de la ley militar diseñada para un ejército pequeño regular reclutado de elementos desiguales de la sociedad. Solo 7,360 de las 38,630 deserciones fueron en el campo. La mayoría fue lejos de la línea del frente - 14 de los desertores ejecutados fueron arrestados en el Reino Unido - y muchos de los desertores nunca fueron mandados a la línea del frente.
En la última parte de la guerra, las autoridades les decían mentiras piadosas a las familias de los soldados ejecutados; sus familias recibían pensiones y sus cuerpos eran enterrados en los mismos lugares que los soldados muertos.
La muerte por deserción fue abolida en 1930 bajo las objeciones de la Cámara de los Lores de los Lores de Allenby y Plumer, dos de los comandantes británicos más destacados de la Primera Guerra Mundial, llamadas para su restauración en la Segunda Guerra Mundial fueron vetados por asuntos políticos
Por el contrario, de los 393 hombres sentenciados a muerte por quedarse dormidos cuando estaban en turno de centinelas en los teatros de la Primera Guerra Mundial, solo dos fueron ejecutados (los centinelas trabajaban generalmente en pares para mantenerse despiertos entre ellos; estos dos que sirvieron en la campaña de Mesopotamia, se usaron como ejemplo porque los encontraron sentados dormidos juntos, lo que sugería que habían coludido).
Los Australianos eran el siete por ciento de la Fuerza Expedicionaria Británica pero 25% de los desertores, mientras que había más posibilidad de que un australiano fuera encarcelado que un soldado británico, 9 veces más posible. Haig pidió permiso para dispararle a australianos, pero el gobierno se negó.
La disciplina británica en la Primera Guerra Mundial no era especialmente severa comparada con la mayoría de los ejércitos de este tiempo (por ejemplo los rusos y los italianos). Los franceses admitieron solamente 133 ejecuciones y los alemanes 48, pero estos números pueden no ser muy confiables ya que ambos ejércitos tenían problemas con la disciplina.

### Neurosis de guerra e indultos
Durante este tiempo, el trastorno por estrés postraumáticot(conocido como "Neurosis de guerra" porque inicialmente se creía de manera errónea que se causaba por una concusión a las membranas del cerebro) estaba empezando a ser reconocido y era admisible en una defensa - era clasificado como una herida de guerra, aunque existían preocupaciones de que los soldados acusados de ofensas dijeran que tenían esto aunque no fuera cierto y lo usaran para defenderse. Un historiador escribe que "en ningún caso en el que un soldado fuera diagnosticado por el personal médico con neurosis de guerra, fue ejecutado", que "existieron pocos casos en donde los hombres que decían tener neurosis de guerra, pero que se les negó esa afirmación fueran ejecutados", y las sugerencias de las campañas modernas de que la mayoría de los hombres ejecutados sufrían neurosis de guerra son "palpablemente falsas". Sin embargo, otro historiador ha destacado el hecho que existe una gran posibilidad en que cuando un soldado decía que tenía neurosis de guerra fuera tomado en serio y da ejemplos de soldados a los que les dieron exámenes médicos superficiales o ninguno; referencias específicas de neurosis de guerra son poco comunes y los registros generalmente se refieren a mareos, malos nervios, etc. Traumas así eran poco entendidos en ese tiempo.
Había preguntas en 1919, 1922, 1925 y 1938, se examinaban documentos y testigos que ahora están muertos. Los libros "For the Sake of Example" (1983) de Babington y "Shot at Dawn" (1989) de Sykes & Putkowski estaban abiertamente dirigidos a empezar campañas de perdones. Esta campaña fue rechazada en febrero de 1993 porque no había evidencias de errores de procedimiento (por ejemplo, si habían condenado de manera correcta según la ley de este tiempo) y no se sentía correcto imponer valores modernos en el pasado. El caso fue rechazado de nuevo en 1998 después de que una revisión detallada de 2 años que encontró "no casos blancos, muchos casos negros y varios casos grises" en los que la evidencia médica fue ignorada o no llamada. Las decisiones se revirtieron por el gobierno en el 2006 y a todos los hombres se les otorgó el perdón y fueron reconocidos como víctimas de la Primera Guerra Mundial. Sin embargo, sus sentencias no fueron anuladas ya que era imposible después de tanto tiempo examinar de nuevo la evidencia de cada caso.

### Otras disciplinas
Se ha mencionado que solo había relatos anecdóticos, pero no figuras, para hombres que eran disparados por oficiales y por NCOS por "cobardía al enfrentarse al enemigo".
Había más de 13,000 de la Policía Real Militar ("redcaps"). Eran impopulares, en un tiempo en el que la policía era impopular con los jóvenes de las grandes ciudades. Aparte de ser policías, gran parte de su trabajo era mantener la disciplina en la marcha y mantener bien los caminos, así como recoger rezagados de la batalla. Durante marzo de 1918, retiraron a 25,000 rezagados y los mandaron a unidades de lucha. La Policía Real Militar también peleaba en ocasiones si alguna sede se veía amenazada por el avance del enemigo. A pesar de que los soldados a veces contaban espeluznantes historias de hombres que se negaban a pelear y les disparaban por la Policía Militar, no existen historias confiables de que esto pasara.
Había ejemplos ocasionales de hombres que hacían avances en la homosexualidad, cuando la homosexualidad era considerada como un crimen tanto por la ley militar como por la ley civil, para escapar las líneas del frente, pero las persecuciones por este crimen eran raras y también hay evidencia de hombres que se hacían de la vista gorda a las relaciones homosexuales.

### Motivación Positiva
Los hombres también eran motivados con cosas positivas. Se instituyeron nuevas medallas: la Military Cross fue creada en diciembre de 1914 para oficiales autorizados y para oficiales hasta capitales, la Medalla Militar para hombres alistados en marzo de 1916 (aunque para el pesar de algunos hombres, no daban dinero como con la Medalla de Conducta Distinguida). La Orden del Imperio Británico (del que el MBE es un grado) fue instituido en 1917. Para 1918, las medallas por coraje se daban en una semana para asegurarse de que los hombres vivieran lo suficiente para recibirla.
Las reuniones, los conciertos (incluyendo actors de arrastre - los buenos hombres vestidos de mujeres eran muy demandados), viajes al mar y los partidos de football se organizaban para mantener a los hombres entretenidos. Había varias publicaciones no oficiales, incluyendo a "Wipers Times"- estas daban una perspectiva de las opiniones de los soldados ordinarios y de los oficiales júnior. El patriotismo abierto era raro y los políticos como el (Primer Ministro) Asquith y Ramsay MacDonald (un oponente de la guerra, después el Primer Ministro de Trabajo) eran satirizados.

## Frente Occidental
Bajo el comando del Mariscal de Campo Sir John French, la FEB empezó a desplegarse hacia Francia pocos días después de la declaración de guerra. El primer encuentro con los alemanes fue en Mons el 23 de agosto de 1914, después del cual los Aliados empezaron el Gran Refugio, la FEB se involucró en la Batalla de Le Cateau. La FEB tenía un papel pequeño en retrasar el avance de los alemanes en Primera Batalla de Marne, antes de participar en la Primera Batalla de Aisne, en septiembre a lo que le siguió un periodo conocido como "carrera al mar" durante la cual la FEB volvió a mandar a Flandes.
Para la FEB, 1914 terminó con la "Primera Batalla de Ypres" lo que marcó el principio de una larga lucha para la bolsa de Ypres. Las pérdidas británicas en la lucha entre el 14 de octubre y el 30 de noviembre fueron 58, 155 (7,969 muertos, 29,562 heridos y 17,873 desaparecidos). Se dice a menudo que el ejército profesional de la preguerra murió en la primera batalla de Ypres. El ejército llegó a Francia con 84,000 soldados de infantería. Para el final de la batalla, la FEB había sufrido 86,237 pérdidas, la mayoría en la infantería.

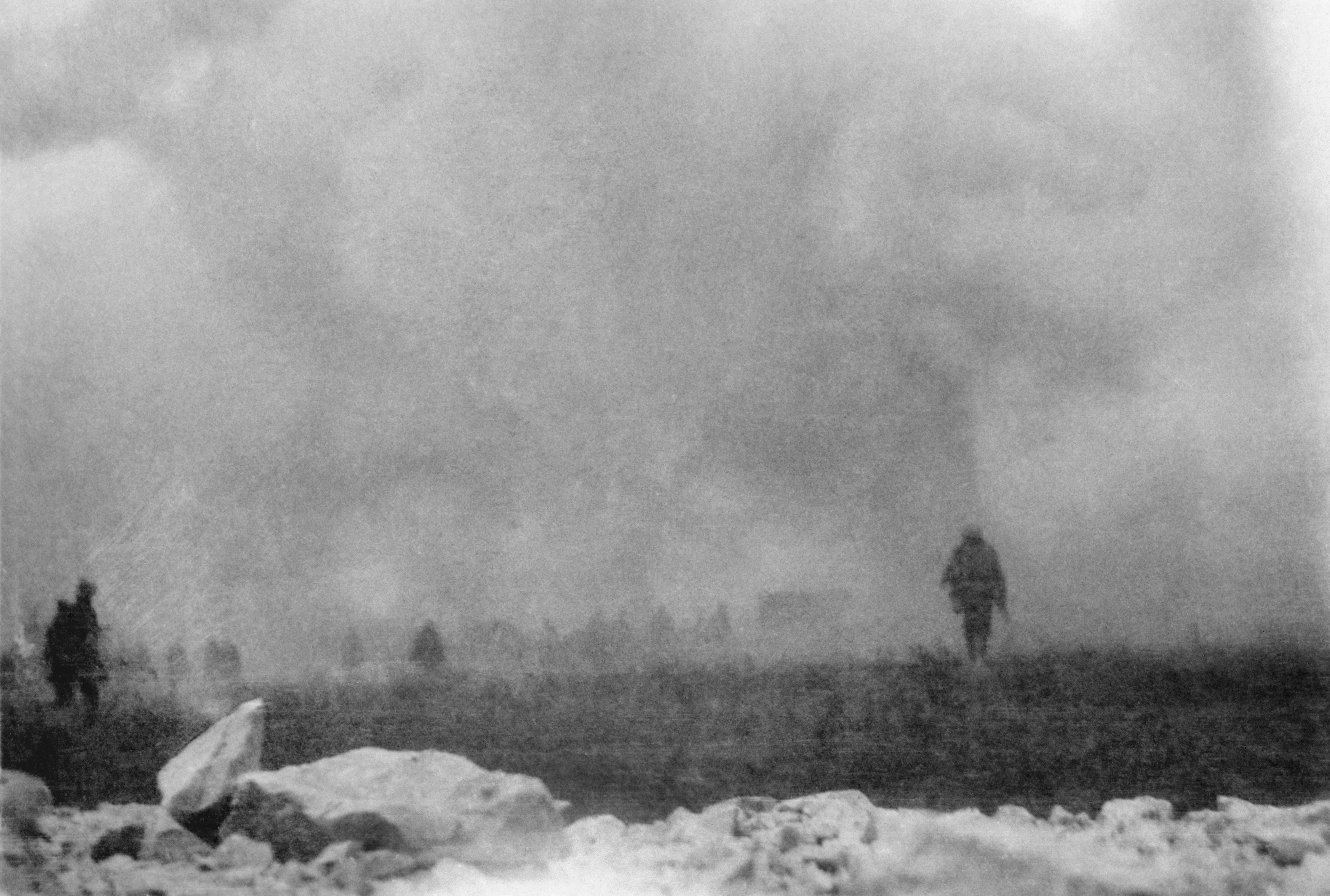
La infantería Británica avanzando a través del gas, durante la Batalla de Loos, 25 de septiembre de 1915

La guerra en las trincheras prevaleció en 1915 y la FEB - como el socio menor en el Frente Occidental- peleó una serie de pequeñas batallas, a veces coordinados con las ofensivas más grandes de Francia, como la batalla de Neuve Chapelle que siempre fue asociada con la crisis de proyectiles, la batalla de Aubers Ridge, la Batalla de Festubert en mayo y la batalla de Givenchy en junio. El 22 de abril de 1915, los alemanes lanzaron la segunda batalla de Ypres, siendo esta una guerra química por primera vez en el Frente Occidental y capturando gran parte de la tierra alta que rodeaba el saliente. En septiembre de 1915, el Ejército Británico había crecido con las divisiones del Nuevo Ejército de Kitchener entrando a la línea y como parte de la Tercera Batalla de Artois, el ejército lanzó un ataque mayor, la Batalla de Loos, usando sus nuevas armas químicas recientemente desarrolladas por primera. El resultado fue un fracaso que marcó el final para el Mariscal de Campo French. El 19 de diciembre de 1915, el General Sir Douglas Haig lo reemplazó como comandante en jefe de la FEB.

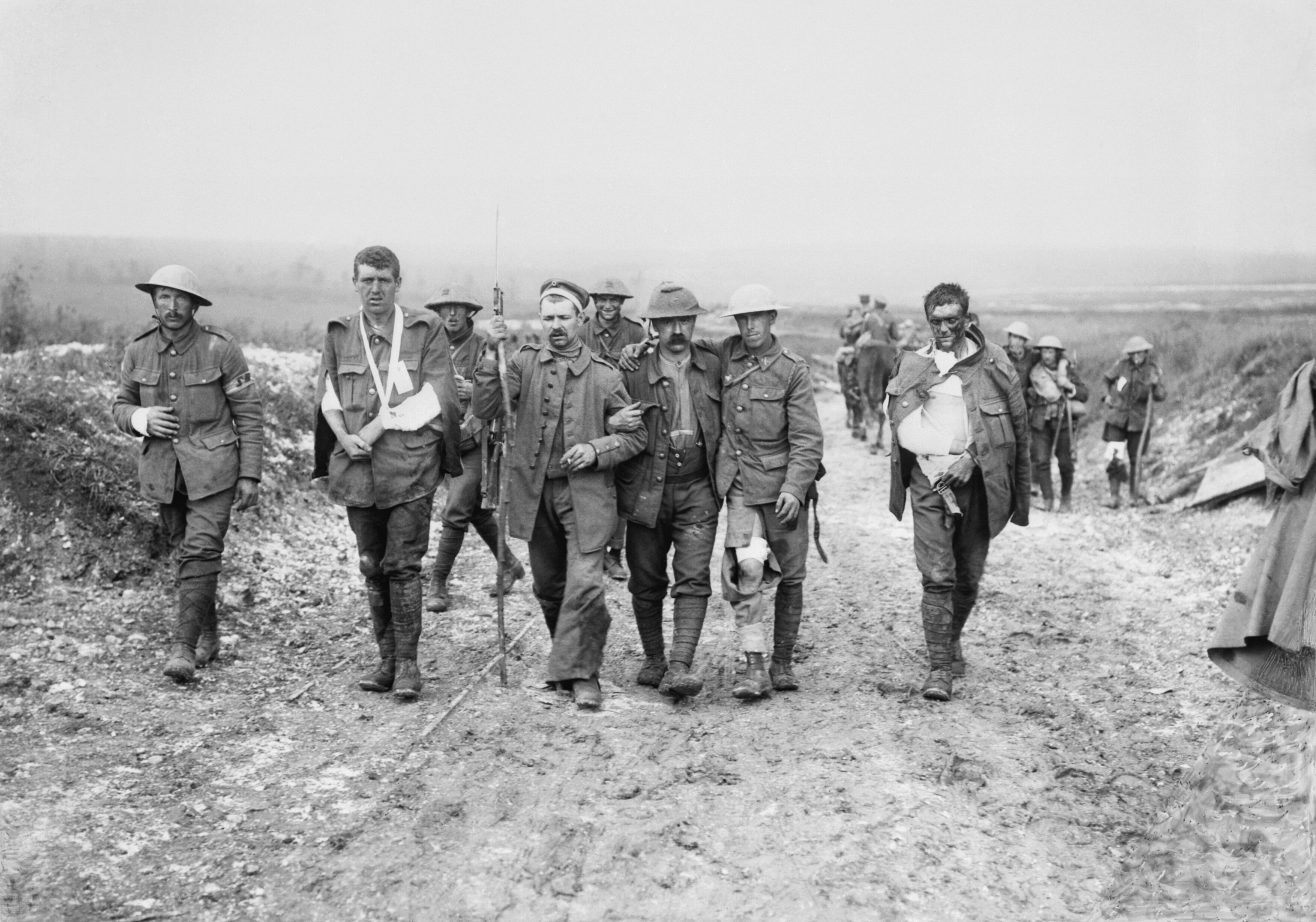
Ingleses heridos regresando de pelear en Bazentin Ridge, julio de 1916. Foto de Ernest Brooks.

Para el Ejército Británico, 1916 fue dominado por la Batalla de Somme, que empezó de manera desastrosa el primero de julio. El primer día en Somme sigue siendo el día más sangriento en la historia del Ejército Británico cuando más de 19,000 soldados fueron asesinados y cerca de 40,000 fueron heridos, todo para poca o ninguna ganancia. El único éxito en realidad fue en el sur, donde usando tácticas imaginativas y con ayuda de los franceses, la 18.ª división (oriental) y la 30.ª división lograron todos sus objetivos, incluyendo Montaubanay la División 7 capturó Mametznd. En Thiepval, la División número 36 capturó Schwaben Redoubt pero fue obligado a retirarse por la falta de progreso en otros lugares. Después de eso vinieron cinco meses de desgaste durante la cual el Cuarto Ejército del General Henry Rawlinson y el Quinto Ejército del General Hubert Gough avanzó un promedio de 5 millas (8,04672 km) con un costo de 420,000 pérdidas.

Ametralladores ingleses disparan a las aeronaves alemanas cerca de Arras.

En febrero de 1917, el Ejército Alemán se empezó a retirar de la Línea de Hindenburg y fue a estas formidables defensas a quien los elementos del Ejército Británico atacó en la Batalla de Arrás en abril. Para esta batalla, el Primer Ministro —David Lloyd George—había colocado a Haig y a la FEB bajo las órdenes del nuevo Comandante en Jefe francés (Robert Nivelle), Quién planeó una ofensiva del Ejército Francés en Champaña. Cuando la batalla terminó de manera oficial el 16 de mayo, las tropas británicas habían hecho avances significativos, pero no habían sido capaces de lograr una mayor ruptura en ningún punto. Ya que Haig falló lograr una ruptura, se embarcó en su plan favorecido para lanzar una ofensiva en Flanders. En una operación exitosa preliminar, el Segundo Ejército del General Hebert Plumer luchó en la Batalla de Messines al sur de Ypres. La Batalla de Passchendaele, que empezó el 31 de julio de 1917, fue una de las pruebas más difíciles para las tropas y el dominio británico durante la guerra, con el campo de batalla reducido a un cenagal. No fue hasta el 6 de noviembre que Passchendaele fue capturado, para ese entonces el Ejército Británico había sufrido 310,000 pérdidas. Para el Ejército Británico, 1917 empezó con la batalla de Cambrai, la cual demostró el potencial de tanques operando en masa. El comandante del Tercer Ejército -General Julian Byng- planeó una ruptura ambiciosa y logró un avance sin precedentes de 5 millas (8,04672 km) en el primer día pero no tenía las reservas suficientes para continuar o consolidarse. Una contra⁠ofensiva alemana logró volver a capturar la mayor parte del terreno perdido.
El año final de la guerra -1918- empezó con desastre y terminó en triunfo. El 21 de marzo de 1918, el General alemán Erich Ludendorff lanzó la Ofensiva de Primavera y el mayor peso del primer golpe -Operación Michael- cayó sobre el Quinto Ejército del General Gough que fue obligado a retirarse. En respuesta a la crisis a la que se enfrentaban los Aliados, el general francés Ferdinand Foch fue nombrado Comandante Supremo para las fuerzas Aliadas en el Frente Occidental, poniendo a la FEB bajo su dirección estratégica. El siguiente ataque alemán vino desde el sur de Ypres en la Batalla del Río Lys y ahí también el Ejército Británico tuvo que retirarse. Haig emitió su famosa Orden del Día, "Con nuestras espaldas pegadas a la pared y creyendo en la justicia de nuestra causa, cada uno de nosotros debe luchar hasta el final." Un tercer ataque ofensivo alemán, que afectó principalmente a los franceses, atacó en Marne en junio de 1918. El 8 de agosto de 1918, el Cuarto Ejército del General Rawlinson lanzó la Batalla de Amiens, la que marcó el principio de la Ofensiva de los Cien Días, la ofensiva final de los aliados en el Frente Occidental. Durante las siguientes semanas, los cinco ejércitos de la FEB estuvo en la ofensiva de Somme a Flanders. La pelea continuó hasta que se firmó el Armisticio con Alemania el 11 de noviembre de 1918 a las 11:00 a. m..
En la ofensiva final, la FEB capturó a 188,700 prisioneros y 2,840 armas mientras que juntos, los ejércitos de Francia, Bélgica y Estados Unidos capturaron solo 7,800 prisioneros y 935 armas.

## Otras campañas

### Irlanda
El Levantamiento de Pascua fue una rebelión en Irlanda durante la Semana de Pascua en 1916. Fue iniciada por los republicanos irlandeses con el objetivo de terminar el dominio de Inglaterra en Irlanda y de establecer una República Irlandesa. Fue organizada por el Consejo Militar de la Hermandad Republicana Irlandesa, el levantamiento duró del 24 al 30 de abril de 1916. Voluntarios Irlandeses junto con el Ejército Ciudadano Irlandés, junto con 200 miembros de Cumann na mBan se apoderaron de ubicaciones clave en Dublín y proclamaron una República Irlandesa independiente de Inglaterra
Los refuerzos del ejército se movieron a Dublín y para el 28 de abril, los 1600 rebeldes se enfrentaron de 18 a 20,000 soldados, el levantamiento fue suprimido después de siete días de pelea, los líderes fueron llevados a corte marcial y ejecutados. Las pérdidas del Levantamiento de Pascua fueron 450 muertos, 2,614 heridos y nueve desaparecidos, casi todos en Dublín. La única acción significativa en otro lugar fue en Ashbourne, 1o millas (16,09344 km) al norte de Dublín. Las pérdidas militares fueron 116 muertos, 368 heridos y nueve desaparecidos. Las fuerzas de policía de Irlanda y de Dublín sufrieron 16 muertes y 29 heridos, 254 no combatientes civiles murieron.

### Salónica

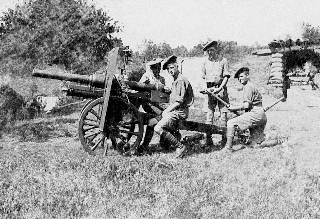
Hombres de la Cuarta Brigada de montaña con una pistola de montaña de 2,75 pulgadas (70 mm), Salonika

Un nuevo frente se abrió en Salónica bajo la petición del gobierno de Grecia, con el objetivo de brindar soporte a las fuerzas Serbias y oponerse a Bulgaria. Las primeras tropas del Ejército Británico Salónica, llegó a Salónica en octubre de 1916, demasiado tarde para prevenir que el Ejército Serbio se retirara a Albania y a Grecia. Tropas Francesas, Británicas y Rusas llegaron a Salónica ente 1916 y 1917 y llegaron a ser conocidas como el Ejército Aliado de Oriente o el Ejército Aliado del Este, bajo el comando general del General Francés Maurice Sarrail.
Con el objetivo de destruir al Ejército de Bulgaria, los Franceses y los Británicos lanzaron una nueva ofensiva en abril de 1917, sin ningún éxito significativo. Un estancamiento sobrevino sin ningún movimiento de ambos lados, el frente llegó a ser conocido como El campo de Concentración de Europa más grande para los Aliados por los alemanes. Esta situación duró hasta el 18 de septiembre de 1918, cuando los Ejércitos de Inglaterra y de Grecia, bajo el comando del General George Milne atacó en el sector del Lago Doiran. El Ejército de Bulgaria - que se retiraba en esos momentos - firmó un armisticio el 30 de septiembre de 1918.

### Italia
Italia se unió a la guerra del lado de los Aliados el 5 de mayo de 1915, declarando al guerra al Imperio Austrohúngaroeel 23 de mayo de 1915 y a Alemania el 28 de agosto de 1916. La intervención del Ejército Británico en la campaña Italiana no empezó hasta finales de 1917, cuando las tropas fueron mandadas para ayudar a prevenir una derrota en el frente Italiano. El 24 de octubre de 1917 en la Batalla de Caporetto, el Segundo Ejército Italiano colapsó y los italianos fueron obligados a retirarse al Río Piave, donde iban a ser reforzados con cinco divisiones británicas y seis francesas del Frente Occidental, completadas con armas y comandadas por el General Herbert Plumer. Los italianos reforzados lograron de manera exitosa que el Imperio Austrohúngaro se detuviera en la Batalla del Río Piave. Durante el contraataque de los Aliados en octubre de 1918, el Ejército Austrohúngaro colapsó después de sus grandes pérdidas en la Batalla de Vittorio Veneto. Un armisticio fue firmado poco después el 3 de noviembre de 1918

### China

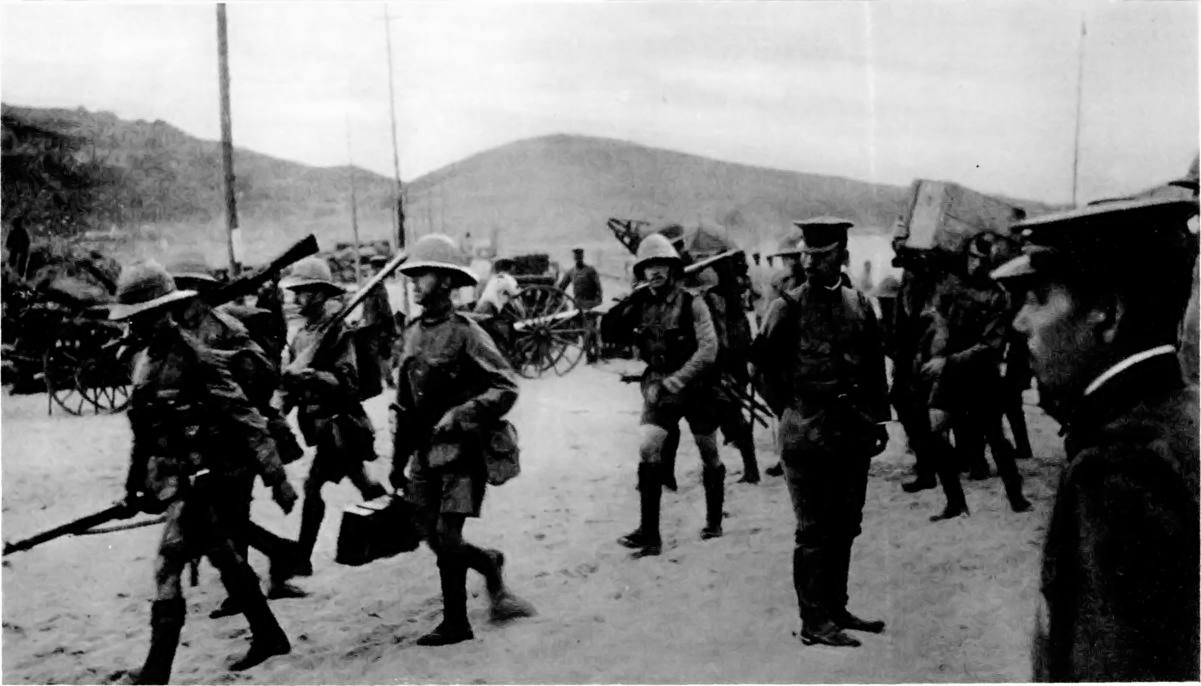
Tropas británicas llegan a Tsingtao en 1914

En 1914, el Ejército Británico estuvo involucrado en lo que después se conoció como la Batalla de Tsingtao cuando el Segundo Batallón de los bordes del sur de Gales llegaron a China para apoyar a las fuerzas japonesas en la captura del puerto alemán Tsingtao. Los ingleses eran parte de una fuerza de 23,000 hombres que incluía una mezcla de una brigada de ingleses e indios de 1500 tropas y el acorazado HMS Triumph. Un bombardeo en el puerto empezó el 31 de octubre de 1914 y para el 7 de noviembre, la 18.ª división japonesa, la 29.ª Brigada de Infantería y la Brigada inglesa-india, había asaltado y capturado la guarnición y sus 4000 tropas.

### Este de África
1914 también presenció el comienzo de la Batalla de África Oriental contra las fuerzas askari de Alemania y África de  von Lettow-Vorbeck. La mayoría de las operaciones en África se llevaban a cabo por unidades askari africanas como King's African Rifles (KAR), unidades sudafricanas o unidades del Ejército Indio. La fuerza británica fue dirigida, en turno, por el General Horace Smith-Dorrien, el General sudafricano Jan Smuts y el General Británico Arthur Reginald Hoskins. La fuerza estaba compuesta por unidades de KAR y por la novena División del Ejército Indio Británico, con el Segundo Batallón bajo el comando de Loyal Regiment (North Lancashire). Las fuerzas alemanas de von Lettow-Vorbeck permanecieron invictas y se rindieron el 25 de noviembre de 1918, 14 días después del armisticio en Europa.
La tasa de bajas entre las tropas británicas y del imperio, excluyendo las africanas, fueron de 6,000 muertos y 3,000 heridos. Más tropas murieron por enfermedades que por acción del enemigo, las enfermedades fueron responsables de un 70% del total de las pérdidas.

### Gallipoli

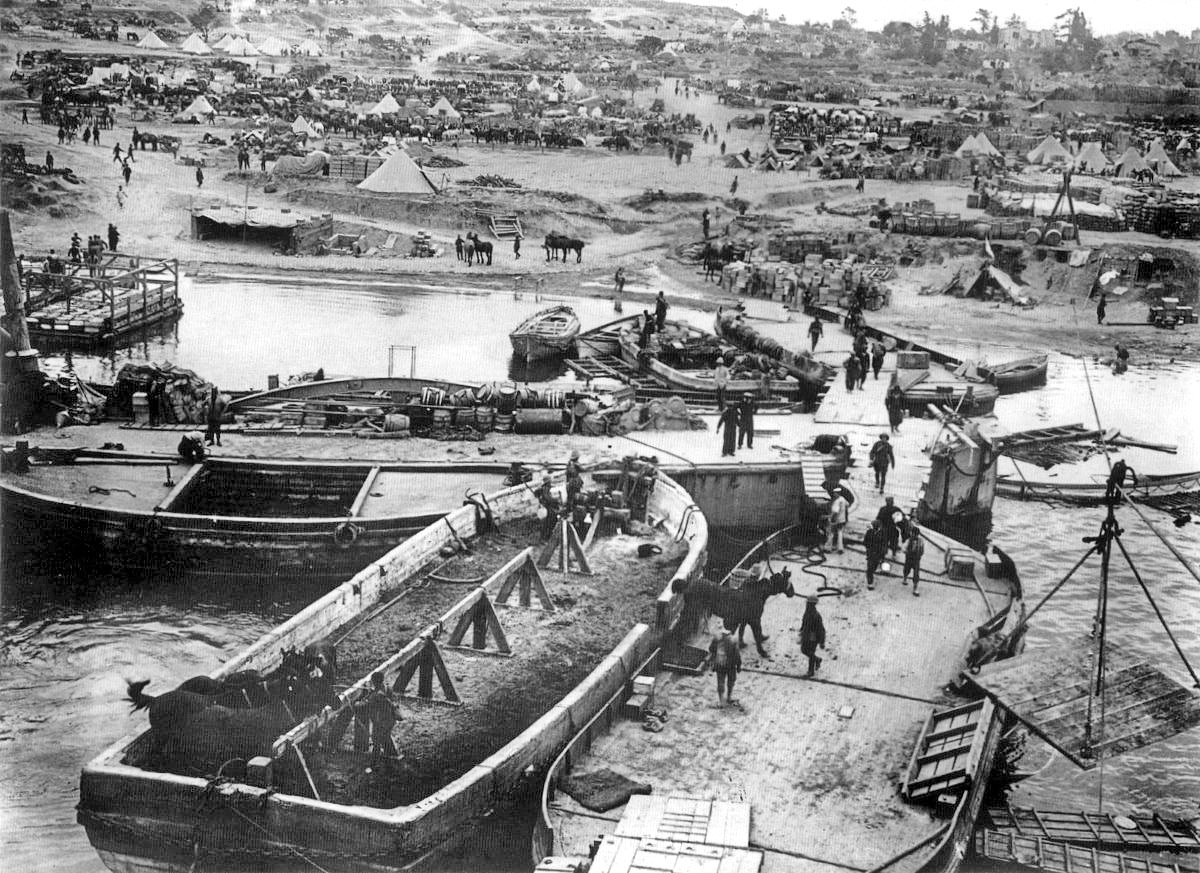
Playa V, Helles Gallipoli.

Turquía había entrado a la guerra en el lado de Alemania el 31 de octubre de 1914. Una de sus primeras acciones fue cerrar el Estrecho de los Dardanelos a los Aliados. En abril de 1915, después de la derrota del intento de la Marina Real de capturar Dardanelos, las fuerzas de Inglaterra y ANZAC llegaron a la península de Gallipoli, bajo el comando del General Ian Hamilton. Los principales ataques británicos fueron la primera, la segunda y la tercera batalla de Krithia. Estos fueron una serie de ataques en contra de las defensas turcas apuntando a capturar los objetivos originales el 25 de abril de 1915. Todas fallaron en lograr sus objetivos. En agosto, otro desembarque se llevó a cabo en la Bahía de Sulva. El desembarque en Sulva fue reforzado por la llegada de la Décima División del Nuevo Ejército de Kitchener, las divisiones territoriales de primera línea 53 y 54 y los yeoman desmontados de la Segunda División Montada. La División 29 también fue mandada de Helles a Sulva para un último empujón. El último intento inglés de resucitar la ofensiva fue el 21 de agosto, con ataques en las Batallas Scimitar Hill y Hill 60. El control de estas colinas unió a los frentes de ANZAC y Sulva, pero ninguno tuvo éxito. Cuando la Batalla en Hill 60 cesó el 29 de agosto, la Batalla de Sari Bari y la batalla por la península estaban oficialmente terminadas. En enero de 1916, los Aliados se habían retirado.
Los estimados de las pérdidas varían enormemente, pero de alrededor de 480,000 tropas de los Aliados involucradas en la batalla, 180,000 estaban heridas y 44,000 murieron, 20,000 de los muertos eran ingleses.

### Mesopotamia

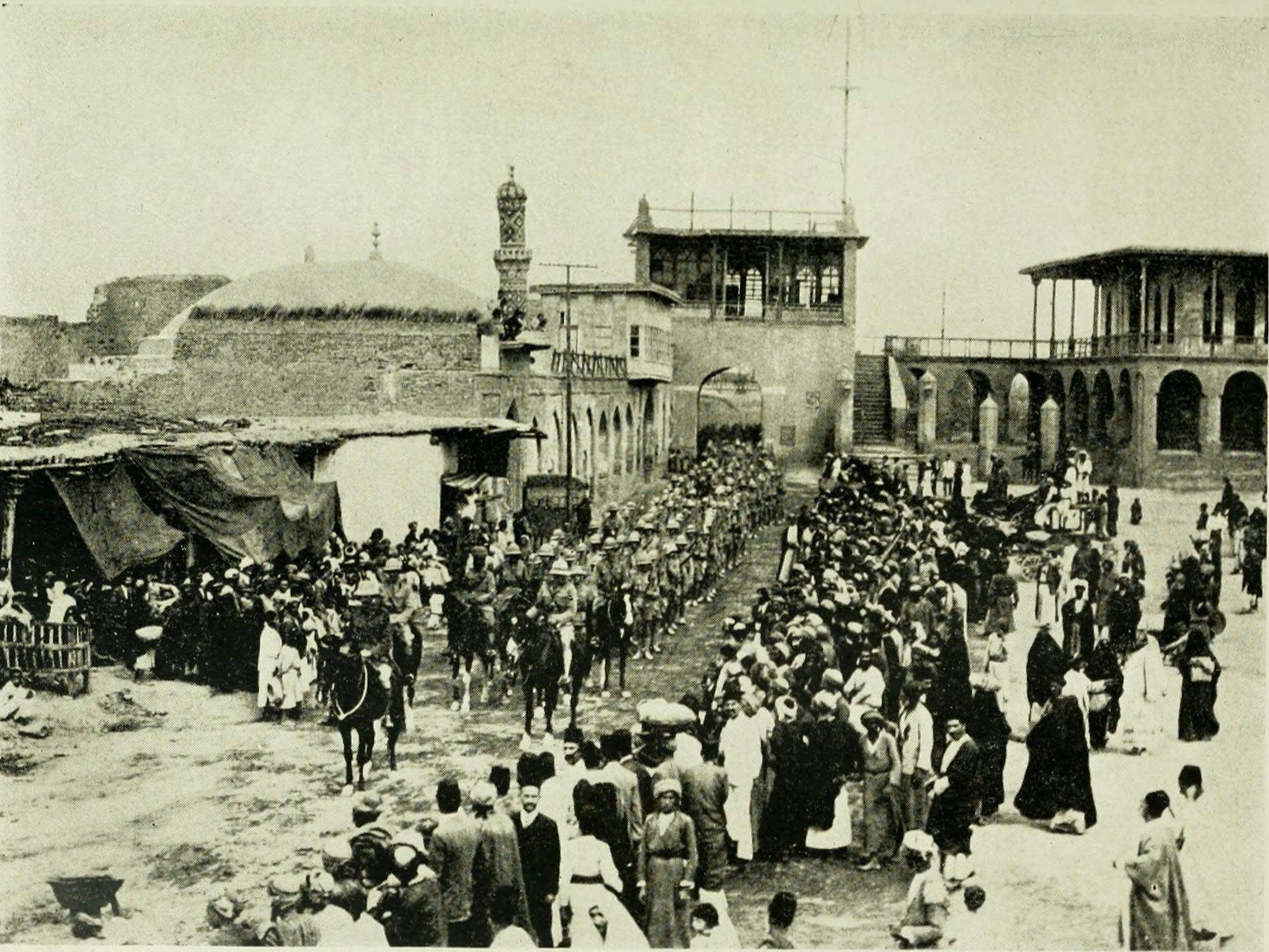
Marzo de 1917, las tropas inglesas entrando a Bagdad.

La fuerza británica que peleó en Mesopotamia era principalmente del Ejército Británico Indio, con una sola formación británica, la División 13 (Occidental). Su objetivo era asegurar el suministro de petróleo de la Marina Real desde Persia. El 7 de noviembre de 1914, la fuerza Británica India - liderada por el General Sir John Nixon - invadió Mesopotamia y el 23 de noviembre entró a Basora. Después de esta invasión inicial, siguió una desastrosa e humillante derrota de los Británicos por parte de los turcos en la Batalla de Kut del 7 de diciembre de 1915 al 29 de abril de 1916, cuando la guarnición entera de 13,000 tropas británicas e indias se rindieron. Los británicos se reorganizaron y aumentaron el número de tropas disponibles a 250,000. Los ingleses finalmente retomaron el impulso cuando el General Frederick Stanley Maude se convirtió en comandante y una nueva ofensiva empezó en diciembre de 1916. El 24 de febrero de 1917, Kut-al-mar perdió contra la unión de las fuerzas inglesas e indias y Bagdad fue capturada en marzo de 1917. Una semana después de la captura de Bagdad, el General Maude emitió la Proclamación de Bagdad, la que contenía la famosa línea, "nuestros ejércitos no llegan a sus ciudades como conquistadores o enemigos, sino como liberadores". El Teniente General Sir William Marshall sucedió a Maude después de la muerte de éste por cólera el 18 de noviembre de 1917. Continuo con la guerra del río hasta octubre de 1918, cuando los ingleses capturaron los campos de petróleo de Mosul, un avance que llevó al colapso de las fuerzas turcas. El Armisticio de Mudros con Turquía se firmó el 30 de octubre de 198. Durante la batalla, se causaron 100,000 bajas de ingleses e indios. De estos, 53,000 murieron y 13,000 de los muertos sucumbieron a la enfermedad.

### Sinai y Palestina

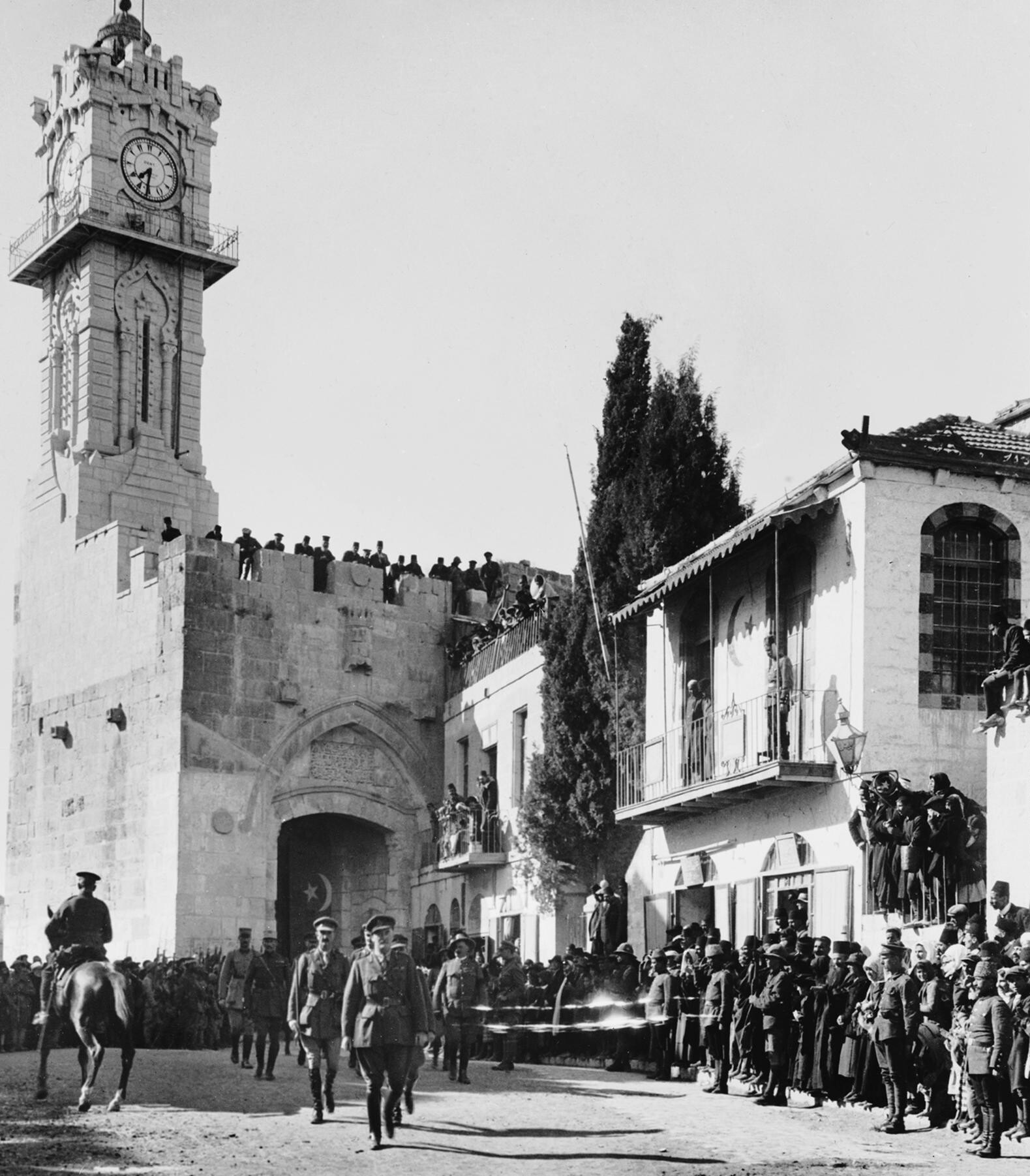
El General Edmund Allenby, entrando a Jerusalén a pie por respeto a la Ciudad Santa, 31 de diciembre de 1917

La batalla de Sinai y de Palestina se llenó de críticas por la política de defensa estática del canal de Suez, el cual usó seis divisiones de infantería y cinco brigadas montadas. Después del rechazo de la Incursión en el Canal de Suez por parte de los turcos, mandaron nueve divisiones al Frente Occidental y una a Mesopotamia.
El Ejército Británico en Sinai y Palestina incluía subsecuentemente a las divisiones 10, 42, 52, 53, 54, 60, 74 y 75. Los yeoman ingleses formaban parte de la División Montada de ANZAC, la División Montada de Australia y las Divisiones Montadas de Yeoman. Con la Brigada de los Cuerpos Imperiales de Camel, las tropas montadas formaban la Columna del Desierto. La Fuerza completa - conocida como la Fuerza Expedicionaria Egipcia (FEE)- estaba bajo el comando del General Sir Archibald Murray en Cairo.
Murray hizo un progreso estable contra las fuerzas Turcas, que fueron derrotadas en las batallas de Romani, Magdhaba y Rafa. Sin embargo, fue repudiado en la primera y la segunda batalla de Gaza en 1917. La derrota en la Segunda Batalla de Gaza estimuló a la Oficina de Guerra a cambiar el comando de la FEE y el 28 de junio de 1917, Murray fue reemplazado por el General Sir Edmund Allenby, quien revitalizó la batalla.
Allenby reorganizó sus fuerzas a lo largo de líneas más convencionales. La FEE ahora incluía los Cuerpos Montados del Desierto, bajo el Teniente General Sir Harry Chauvel; los Cuerpos XX bajo el Teniente General Sir Phillip Chetwode y los Cuerpos XXI bajo el Teniente General Edward Bulfin. En octubre de 1917, derrotaron a las fuerzas Turcas en la tercera batalla de Gaza y la batalla de Mughar Ridge, lo que causó que los ejércitos 7 y 8 del Imperio Otomano se retiraran hacia Jerusalén y Haifa respectivamente. Esto llevó a la Batalla de Jerusalén en diciembre de 1917.
En febrero y abril de 1918, las tropas montadas australianas formaron parte en dos redadas al este a través del Río Jordán cerca de Es Salt, una aldea en palestina 14 mi (22,5 km) al oeste de Amán. A pesar de que estas redadas no fueron exitosas, motivaron a los comandantes turcos a creer que el esfuerzo principal de los ingleses iba a ser lanzado a lo largo del Jordan, cuando en realidad iba a ser lanzado a lo largo de la planicie costera. La FEE fue debilitada en este tiempo por la crisis en Francia, lo que llevó a mandar a las Divisiones 52 y 74 al Frente Occidental, el rompimiento de la División Montada de Yeoman y el reemplazo de la mayoría de la infantería británica en cuatro de las divisiones restantes con tropas indias. En septiembre de 1918, las fuerzas de Allenby ganaron la decisiva Batalla de Megido, la cual precipitó el Armisticio de Mudros con el Imperio Otomano, que fue firmado el 31 de octubre de 1918.
Los damnificados de los Aliados en la Batalla de Sinai y Palestina fueron 60,000 de los cuales 20,000 fueron asesinados. Cerca de 15,000 de los muertos eran ingleses.

### Persia
Después de la abdicación del Zaar ruso en 1917, la Campaña de Cáucaso colapsó, dejando a Asia Central - y más allá de ella a India - abiertas al Ejército Turco. La Oficina de Guerra respondió con un plan para mandar una fuerza de oficiales británicos y NCOs para organizar cualquier fuerza rusa o de civiles que estuvieran listos para luchar contra las fuerzas Turcas. La fuerza se conocía como Dunsterforce después de su comandante el General Lionel Charles Dunsterville, la inspiración titular del personaje de la novela de Rudyard Kipling Stalky & Co.. Llegó a Bakú en agosto de 1918. Se esperaba que Dunsterforce pudiera levantar un ejército de los pueblos cristianos georgianos, armenios y asirios que habían ayudado a los rusos y que históricamente temían a los turcos. Mientras Dunsterforce tenía un poco de éxito en la tarea que iba más allá de su habilidad

### Lucha contra los árabes Senussi
A finales de noviembre de 1915, en respuesta a la creciente amenaza de la secta pro-Turkish Islamic Arab conocida como Senussi, un cuerpo británico conocido como 'Western Frontier Force' fue mandado al Desierto Líbico a Maersa Matruh, bajo el comando del oficial indio británico Mayor general Alexander Wallace. Una serie de batallas afiladas contra los árabes resultó en Um Rakhum, Gebel Medwa, y Halazin durante diciembre y enero. La Fuerza del Desierto Occidental, ahora bajo el General William Peyton, volvió a ocupar Sidi Barrani y Sollum en febrero y marzo de 1916. Los náufragos británicos del HMT Moorina y HMS Tara,  que había sido detenidos en Bir Hakeim, fueron rescatados por un contingente de automóviles blindados liderados por el Duque de Westminster.

## Secuelas
El Ejército Británico durante la Primera Guerra Mundial fue la fuerza militar más grande que Inglaterra había puesto en el campo hasta ese momento. En el Frente Occidental, la Fuerza Expedicionaria Británica terminó la guerra como la fuerza de lucha más fuerte, más experimentada que el Ejército de Estados Unidos y su moral estaba en mejor forma que la del Ejército Francés.
El precio de la victoria, sin embargo, fue alto. Los damnificados oficialmente "finales y corregidos" del Ejército Británico - incluyendo la Fuerza Territorial - se emitieron el 10 de marzo de 1921. Las pérdidas del periodo del 4 de agosto de 1914 y el 30 de septiembre de 1919 incluyeron 573,507 "muertos en acción, murieron por las heridas y por otras causas" y 254,176 desaparecidos (menos 154,308 prisioneros de guerra liberados), para un total neto de 673,375 muertos y desaparecidos. Los damnificados también incluían 1,643,469 lastimados
Para algunos, la lucha no terminó en 1918. El Ejército Británico mandó tropas a Rusia durante la Intervención de los Aliados en la Guerra Civil de Rusia, y después vino la Guerra Anglo-Irlandesa en enero de 1919 y la terceracera guerra anglo-afgana en mayo de 1919. Después de la terceracera guerra afgana vino el conflicto de 1920 entre las fuerzas británicas y las derviches de Somalia. Aquellos que no estuvieran involucrados en peleas o responsabilidades de ocupación eran inmovilizados. La inmlización de 4,000,000 de hombres que siguió después de la guerra, había sido reducida, después de un año, por el Ejército Británico a 800,000 hombres; en noviembre de 1920, dos años después de haber firmado el Armisticio, este número disminuyó a 370,000 hombres.
La regla de los Diez Años se introdujo en agosto de 1919, la cual estipulaba que las Fuerzas Armadas Británicas deberían elaborar sus estimaciones "en asumir que el Imperio Británico no se iba a involucrar en ninguna gran guerra durante los siguientes diez años". En 1928, Winston Churchill, como Chancellor of the Exchequer, instó con éxito al Gabinete a hacer la regla de auto-perpetuación y por lo tanto estaba en fuerza a menos que fuera específicamente contra demandado. Hubo recortes en la defensa como resultado a esta regla, disminuyendo de £766 millones en 1919-1920, a £189 millones en 1921–1922, y a £102 millones en 1932.
El Ejército Británico intentó aprender las lecciones de la Primera Guerra Mundial y de adoptarlas en su doctrina de preguerra. En 1920 y la mayoría de 1930, el Personal General intentó establecer un ejército pequeño y profesional y formó el Experimental Mechanized Force pero, debido a la ausencia de una amenaza identificable, su función principal se convirtió en trabajos de guarnición en el Imperio Británico.

## Más lecturas
- Addington, Larry H (1984). The Patterns of War Since the Eighteenth Century. Taylor & Francis. ISBN 0-7099-0561-0.
- Army Council (1921). General Annual Report of the British Army 1912–1919. Parliamentary Paper 1921, XX, Cmd.1193. Parliament United Kingdom.
- Ashworth, Tony (2000). Trench Warfare 1914–1918. Macmillan Press, London. ISBN 0-330-48068-5.
- Badsey, Stephen (2008). Doctrine and Reform in the British Cavalry 1880–1918. Ashgate Publishing. ISBN 0-7546-6467-8.
- Bailey, Jonathan B A (1989). Field Artillery and Firepower. Taylor & Francis. ISBN 0-85066-811-5.
- Barthorp, Michael (2002). Afghan Wars and the North-West Frontier 1839–1947. London: Cassell. ISBN 0-304-36294-8.
- Bean, C.E.W. (1929). The AIF in France: 1916. Official History of Australia in the War of 1914–1918. Volume III (12th edición). Canberra: Australian War Memorial. Consultado el 10 de mayo de 2009.
- Bean, C.E.W. (1937). The Australian Imperial Force in France December 1917 – May 1918 (PDF). Official History of Australia in the War of 1914–1918. Volume V. Canberra: Australian War Memorial.
- Beckett, Ian Frederick William; Simpson, Keith (1985). A Nation in Arms: A Social Study of the British Army in the First World War. Manchester University Press ND. ISBN 0-7190-1737-8.
- Bickford Smith, Vivian; Van Heyningen, E; Worden, Nigel (1999). Cape Town in the Twentieth Century: An Illustrated Social History. New Africa Books. ISBN 0-86486-384-5.
- Blaxland, Gregory (1968). Amiens 1918. Star Book. ISBN 0-352-30833-8.
- Boff, Jonathan (2012). Winning and Losing on the Western Front. Cambridge University Press. ISBN 978-1-107-44902-2.
- Bond, Brian; Cave, Nigel (2009) [1998]. Haig – A Reappraisal 70 Years On. Pen & Sword. ISBN 978-1-84415-887-4.
- Bond, Brian, et al., Look To Your Front: Studies in the First World War (1999) 11 chapters by experts on noncombat aspects of First World War army
- Bourne, J M (2001). Who's who in World War One. Routledge. ISBN 0-415-14179-6.
- Bragg, William (1971). «Sound Ranging». Artillery Survey in the First World War (Elstree: Field Survey Association). pp. 31-40. ISBN 0-9501743-0-0.
- Bromley, Ian (2006). Bromley: A Midlands Family History—And the Search for the Leicestershire Origin. Troubador Publishing. ISBN 1-905237-95-2.
- Bull, Stephen (2002). World War I Trench Warfare: 1914–16. Osprey Publishing. ISBN 1-84176-198-2.
- Bull, Stephen (2004). Encyclopedia of Military Technology and Innovation. Greenwood Publishing Group. ISBN 1-57356-557-1.
- Carver, Michael. Seven Ages of the British Army (1984) Covers 1900 to 1918
- Cassidy, Robert M (2006). Counterinsurgency and the Global War on Terror: Military Culture and Irregular War. Greenwood Publishing Group. ISBN 0-275-98990-9.
- Chandler, David (2003). The Oxford History of the British Army. Oxford paperbacks. ISBN 0-19-280311-5.
- Chandler, Malcolm (2001). The Home Front, 1914–18. Heinemann. ISBN 0-435-32729-1.
- Chappell, Mike (2003). The British Army in World War I: The Western Front 1914–16. Osprey Publishing. ISBN 1-84176-399-3.
- Clark, Dale; Delf, Brian (2004). British Artillery 1914–19: Field Army Artillery. Osprey Publishing. ISBN 1-84176-688-7.
- Connelly, Mark (2006). Steady the Buffs!: A Regiment, a Region, and the Great War. Oxford University Press. ISBN 0-19-927860-1.
- Corrigan, Gordon (2002). Mud, Blood & Poppycock. Cassell. ISBN 0-304-36659-5.
- Davies, Frank; Maddocks, Graham (1995). Bloody Red Tabs: General Officer Casualties of the Great War, 1914–1918. Leo Cooper. ISBN 0-85052-463-6.
- Ensor, (Sir) Robert (1936). England: 1870–1914. (The Oxford History of England, Volume XIV) (Revised, 1980 edición). Oxford: Oxford University Press. ISBN 0-19-821705-6.
- Falls, Cyril Bentham (1930). Military Operations – Egypt and Palestine: Vol II. From June 1917 to the end of the War. History of the Great War. London: HMSO. OCLC 314227387.
- Ford, Roger (2005). The World's Great Machine Guns from 1860 to the Present Day. London (UK): Amber Books. ISBN 1-84509-161-2.
- Franks, Norman L; Van Wyngarden, Greg (2007). Albatros Aces of World War I. Osprey Publishing. ISBN 1-84603-179-6.
- French, David (2000). Raising Churchill's Army: The British Army and the War against Germany, 1919–1945. Oxford University Press. ISBN 0-19-820641-0.
- Ford, Roger (2005). The World's Great Machine Guns from 1860 to the Present Day. London: Amber Books. ISBN 1-84509-161-2.
- Frothingham, Thomas (1920). A Guide to the Military History of the World War, 1914–1918. Little, Brown. OCLC 949616. Digitized 21 de noviembre de 2007
- Gardner, Nikolas (2003). Trial By Fire: Command and the British Expeditionary Force in 1914. Greenwood Publishing Group. ISBN 0-313-32473-5.
- Griffith, Paddy (1996). Battle Tactics of the Western Front: British Army's Art of Attack, 1916–18. Yale. ISBN 0-300-06663-5.
- Griffiths, William; Griess, Thomas (2003). The Great War. Square One Publishers. ISBN 0-7570-0158-0.
- Gudmundsson, Bruce (2005). The British Expeditionary Force 1914–15. Osprey Publishing. ISBN 1-84176-902-9.
- Gudmundsson, Bruce I; Anderson, Duncan (2007). The British Army on the Western Front 1916. Osprey Publishing. ISBN 1-84603-111-7.
- Haythornthwaite, Philip J (1991). Gallipoli, 1915: frontal assault on Turkey. Osprey Publishing. ISBN 1-85532-111-4.
- Heathcote, T A (1999). The British Field Marshals 1736–1997. Pen & Sword Books. ISBN 0-85052-696-5.
- Hofmann, George F (2006). Through Mobility We Conquer: The Mechanization of U.S. Cavalry. University Press of Kentucky. ISBN 0-8131-2403-4.
- Hogg, Ian V (1971). Barrage: the Guns in Action. Macdonald. ISBN 0-356-03745-2.
- Hogg, Ian; Thurston, L F (1972). British Artillery Weapons & Ammunition 1914–1918. London: Ian Alle. ISBN 0-7110-0381-5.
- Holmes, Richard (2004). Tommy: The British Soldier on the Western Front, 1914–1918. HarperCollins. ISBN 0-00-713751-6.
- Humble, Richarg (1977). Tanks. London: Weidenfeld & Nicolson. ISBN 978-0-29777-312-2.
- Jarymowycz, Roman; Starry, Donn (2008). Cavalry from Hoof to Track. Greenwood Publishing Group. ISBN 0-275-98726-4.
- Jones, Archer (1996). Elements of Military Strategy: An Historical Approach. Greenwood Publishing Group. ISBN 0-275-95526-5.
- Johnstone, Charles H L (2005). Famous Generals of the Great War Who Led the United States and Her Allies to a Glorious Victory. Kessinger Publishing. ISBN 1-4179-0769-X.
- Karsh, Efraim (2001). Empires of the Sand: The Struggle for Mastery in the Middle East. Harvard University Press. ISBN 0-674-00541-4.
- Keegan, John (1998). The First World War. Vintage Books. ISBN 0-375-70045-5.
- Keegan, John; Wheatcroft, Andrew (1996). Who's Who in Military History: from 1453 to the present day. Routledge. ISBN 0-415-12722-X.
- Kennedy, Paul (1976). The Rise and Fall of British Naval Mastery. University of Michigan. ISBN 0-684-14609-6.
- Langley, Andrew (2008). The Hundred Days Offensive: The Allies' Push to Win World War I. Compass Point Books. ISBN 0-7565-3858-0.
- Liddell Hart, Basil (1930). History of the First World War. Pan. ISBN 0-330-23354-8.
- MacMunn, George; Falls, Cyril (1928). Military Operations – Egypt and Palestine Vol I. From the outbreak of war with Germany to June 1917. History of the Great War. London: HMSO.
- Malam, John (2003). The World War I Armistice: 11 November 1918. Cherrytree Books. ISBN 1-84234-200-2.
- Marshall-Cornwall, General Sir James (1977). «Staff Officer 1914–1918». War Monthly (London: Marshall Cavendish) (42).
- Maze, Robert J (2002). Howdah to High Power: A Century of Breechloading Service Pistols (1867–1967). Tucson, Arizona: Excalibur Publications. ISBN 1-880677-17-2.
- Messenger, Charles (2005). Call to Arms: The British Army, 1914–18. London: Weidenfeld & Nicolson. ISBN 0-297-84695-7.
- Millett, Allen Reed; Murray, Williamson (1988). Military Effectiveness: The First World War. London: Allen & Unwin. ISBN 0-04-445053-2. OCLC 220072268.
- Moorhead, Alan (2002). Gallipoli. Harper Collins. ISBN 0-06-093708-4.
- Nicholls, Jonathon (2005). Cheerful Sacrifice: The Battle of Arras 1917. Pen and Sword Books. ISBN 1-84415-326-6.
- Olsen, James Stuart; Shadle, Robert (1996). Historical Dictionary of the British Empire. Greenwood Publishing Group. ISBN 0-313-29366-X.
- Page, Melvin Eugene (2003). Colonialism: An International, Social, Cultural, and Political Encyclopedia. Santa Barbara, California: ABC-Clio. ISBN 1-57607-335-1.
- Pearce, Malcolm; Stewart, Geoffrey (2002). British Political History, 1867–2001: Democracy and Decline. Routledge. ISBN 0-415-26869-9.
- Rankin, Nicholas (2008). Churchill's Wizards. Faber and Faber. ISBN 978-0-571-22195-0.
- Robbins, Simon (2005). British Generalship on the Western Front 1914–18: Defeat into Victory. Routledge. ISBN 0-415-35006-9.
- Searle, G R (2005). A New England?: Peace and War 1886–1918. Oxford University Press. ISBN 0-19-928440-7.
- Sheffield, Gary (2007). War on the Western Front: In the Trenches of World War I. Osprey Publishing. ISBN 1-84603-210-5.
- Sheffield, G D (2000). Leadership in the Trenches: Officer-man Relations, Morale and Discipline in the British Army in the Era of the First World War. Palgrave Macmillan. ISBN 0-312-22640-3.
- Skennerton, Ian (1988). British Small Arms of World War 2. Margate QLD (Australia): Ian Skennerton. ISBN 0-949749-09-5.
- Smith, Joseph E. (1973). Small Arms of the World (10th Revised Edition). Harrisburg, Pennsylvania: Stackpole Books. ISBN 0-88365-155-6.
- Stevenson, David (2011). With Our Backs to the Wall. Penguin. ISBN 978-0-141-02079-2.
- Swinton, Ernest Dunlop (1936). Twenty Years After; The Battlefields of 1914–18: Then and Now. G. Newnes. Digitized 10 de junio de 2008
- Sumner, Ian; Konstan, Angus; Chappell, Mike (2001). The Indian Army 1914–1947. Osprey Publishing. ISBN 1-84176-196-6.
- Taylor, A. J. P. (2001). English History 1914–1945 (The Oxford History of England). USA: Oxford University Press. ISBN 0-19-280140-6.
- Tucker, Spencer; Roberts, Priscilla Mary (2005). World War I: Encyclopedia. ABC-CLIO. ISBN 1-85109-420-2.
- Tucker, Stephen (2001). Who's Who in Twentieth Century Warfare. Routledge. ISBN 0-415-23497-2.
- Tucker, Spencer; Matysek Wood, Laura; Murphy, Justin D (1999). The European Powers in the First World War: An Encyclopedia. Taylor & Francis. ISBN 0-8153-3351-X.
- Turner, Alexander; Dennis, Peter (2007). Cambrai 1917: The Birth of Armoured Warfare. Osprey Publishing. ISBN 1-84603-147-8.
- War Office (2008). History of the Ministry of Munitions, 1922. Volume XI, Part I Trench Warfare Supplies. Facsimile reprint by Imperial War Museum and Naval & Military Press. ISBN 1-84734-885-8.
- Willmott, H P; Kindersley, Dorling (2008). First World War. Dorling Kindersley. ISBN 1-4053-2986-6.
- Watson, Alexander (2008). Enduring the Great War. Cambridge University Press. ISBN 978-0-521-12308-2.
- Winter, Denis. Death's Men: Soldiers of the Great War (1978)
- Wrigley, Chris (2002). Winston Churchill: A Biographical Companion. ABC CLIO. ISBN 0-87436-990-8.
- Wolff, Leon (2001). In Flanders Fields, Passchendaele 1917. Penguin. ISBN 0-14-139079-4.
- Woodhead, David R (1998). Field Marshal Sir William Robertson: Chief of the Imperial General Staff in the Great War. Greenwood Publishing. ISBN 0-275-95422-6.
- Zabecki, David (2006). The German 1918 Offensives: A Case Study of The Operational Level of War. Routledge. ISBN 0-415-35600-8.
- Zuehlke, Mark (2006). Canadian Military Atlas: Four Centuries of Conflict from New France to Kosovo. Douglas & McIntyre. ISBN 1-55365-209-6.